# 1959
Het jaar 1959 is een jaartal volgens de christelijke jaartelling.

## Gebeurtenissen
januari
- 1 - Cuba: Fulgencio Batista wordt afgezet door Fidel Castro.
- 1 - In Eurovisieverband wordt het nieuwjaarsconcert van de Wiener Philharmoniker voor het eerst in Nederland uitgezonden.
- 3 - Het territorium Alaska wordt de 49e staat van de Verenigde Staten van Amerika.
- 12 - Oprichting in Detroit van het platenlabel Tamla, de aanloop naar Motown.
- 12 - Vijf schooljongens in de Spaanse provincie Málaga (Andalusië) ontdekken een enorme druipsteengrot, de Cueva de Nerja, die in de prehistorie bewoond blijkt te zijn geweest.
- 27 - De Luikse couturier Jules Crahay presenteert zijn eerste collectie voor het modehuis Nina Ricci.
- 30 - Het Deense motorschip Hans Hedtoft van de Royal Greenland Trading Company, op weg van Groenland naar Kopenhagen, komt in storm met zware sneeuwbuien in aanvaring met een ijsberg en zinkt. Alle 94 opvarenden komen om het leven.

februari
- 17 - Op Kennedy Space Center, Cape Canaveral wordt de eerste weersatelliet, Vanguard 2, gelanceerd. Hij is ontworpen om wolkendekking te meten.

maart
- 9 - Barbie, modepop van Mattel, wordt geïntroduceerd.
- 10 - In Tibet begint een opstand tegen de Chinese overheersing die duizenden Tibetanen het leven zou kosten.
- 23 - In Eindhoven rolt de eerste DAF personenauto van de lopende band.
- 31 - Na een vlucht van veertien dagen door de Himalaya arriveert de veertiende dalai lama Tenzin Gyatso in India.

april
- 1 - Op de twintigste verjaardag van de nationalistische zege in de Spaanse Burgeroorlog neemt Francisco Franco de Valle de Cuelgamuros in gebruik als gedenkplaats.
- 5 - Eerste uitzending van het programma Sport in beeld op de Nederlandse televisie, de voorloper van Studio Sport.

mei
- 2 - Het Lieverdje wordt onthuld.
- 29 - In België sluiten coalitie en oppositie het schoolpact, waarin de positie wordt geregeld van het openbaar en het vrij onderwijs.
- 29 - CODASYL, een informatica commissie in het leven geroepen

juni
- 20 - In Emmeloord wordt officieel de Poldertoren in gebruik gesteld, een watertoren met carillon en uitkijkplatform.
- juni - De Verenigde Staten beginnen met de bouw van de geheime militaire basis Camp Century onder de ijskap van Groenland.

juli
- 1 - Heinrich Lübke wordt in West-Berlijn door de Bondsvergadering tot president van de Bondsrepubliek Duitsland gekozen.
- 1 - Waterschap de Binnenpolder van Besoijen werd opgeheven en de taken werden overgedragen aan het waterschap Het Zuiderafwateringskanaal.
- 2 - Huwelijk van de Belgische Prins Albert met de Italiaanse Paola Ruffo di Calabria
- 14 - De Franse televisie zet voor de eerste maal een helikopter in, voor de rechtstreekse verslaggeving van een rit tijdens de Ronde van Frankrijk.
- 25 - Christopher Cockerell steekt in 2 uur en 3 minuten het Kanaal over met de eerste hovercraft
- 31 - Oprichting van de terroristische organisatie 'Euskadi Ta Askatasuna', beter bekend als ETA of Baskische Afscheidingsbeweging
- In Nederland wordt het halfmiljoenste televisietoestel verkocht.
- Eerste Strandzesdaagse van Den Helder naar Hoek van Holland. 37 deelnemers onder aanvoering van Henk Horsman

augustus
- 1 - Annexatie van de gemeente Maasniel door Roermond.
- 21 - Hawaï wordt de vijftigste staat van de Verenigde Staten van Amerika.
- 27 - Openingsceremonie van de derde Pan-Amerikaanse Spelen, gehouden in Chicago.

september
- 1 - In de avond wordt de Amsterdamse Dam schoongeveegd door de penoze. Dertig pooiers en andere vechtersbazen slaan onder leiding van Haring Arie, Zwarte Joop en Rinus Veth de nozems van het plein, terwijl de politie toekijkt.
- 13 - De Loena 2 bereikt als eerste ruimtevaartuig ooit de maan, slaat in in de buurt van krater Archimedes.
- 23 - Voor het eerst wordt een gorilla in gevangenschap geboren. In Zoo Basel schenkt Achilla het leven aan een dochter Goma, maar weigert haar te voeden. Het aapje wordt grootgebracht door de dierentuindirecteur en zijn kinderen.

oktober
- 7 - Het Loena 3 ruimtevaartuig neemt voor het eerst foto's van de achterkant van de maan, en stuurt die terug naar de Aarde.
- 29 - Verschijnen van 'Astérix le Gaulois', het eerste van een serie beeldverhalen over een Gallisch dorpje dat de Romeinen weerstaat.

december
- 2 - Breuk van de Malpassetdam in Frankrijk. De vloedgolf die ontstaat, veroorzaakt een ramp die aan 459 mensen het leven kost.

datum onbekend
- In Groningen wordt de Nederlandse tak van de Prénatal opgericht. De eerste winkel heet dan nog officieel Moeder en Kind.
- In China wordt een deel van de Qiantang Jiang ingedamd, waardoor het Qiandaomeer ontstaat en Shi Cheng onder water komt te staan.
- De Pavel Jozef Šafárik-Universiteit wordt opgericht.

## Muziek

### Popmuziek
De volgende platen werden hits:
- Black & White - Una Marcia in fa
- Caterina Valente - Sweetheart, My Darling, Mijn Schat en Tschau Tschau Bambina...!
- Chris Howland - Susie Darlin'
- Cliff Richard - Living Doll
- Connie Francis - Carolina Moon, Lipstick on Your Collar en My Happiness
- Conny Froboess & Peter Kraus - Teenager Melody
- Dave Brubeck Quartet - Take Five
- Domenico Modugno - Piove (ook bekend als "Ciao ciao bambina")
- Doris Day - Everybody Loves a Lover
- Dorus - Bij de Marine
- Elvis Presley - A Big Hunk of Love, A Fool Such as I, I Need Your Love Tonight en One Night
- Frankie Avalon - Venus
- Freddy Quinn - Die Gitarre Und Das Meer
- Hank Locklin - Send me the Pillow That You Dream on
- Harry Belafonte - Round The Bay of Mexico
- Ivo Robić - Morgen
- Jacques Brel - Ne me quitte pas
- Jan & Kjeld - Tiger Rag
- Limbra Zusjes - Zeg Kleine Ree
- Little Richard - Baby Face
- Lloyd Price - I'm Gonna Get Married, Personality en Stagger Lee
- Luiz Bonfá & Agostinho dos Santos - Manhã de Carnaval (Theme from Black Orpheus)
- Lydia & The Melody Strings - Send me The Pillow That You Dream on
- Mieke Telkamp - Morgen en Sleigh Ride in Alaska
- Mina - Tintarella di luna
- Monty Sunshine - Petite fleur
- Paul Anka - Lonely Boy
- Pearl Carr & Teddy Johnson - Sing Little Birdie
- Peggy Lee - Fever
- Perry Como - Mandolins in The Moonlight
- Rocco Granata - Marina
- Sam Cooke - Only Sixteen
- Schriebl & Hupperts - Schneewaltzer
- Selvera's - Sleigh Ride in Alaska en Zeg Kleine Ree
- Sidney Bechet - Lonesome
- Teddy Scholten - Een Beetje
- The Browns - The Three Bells
- The Everly Brothers - Problems en ('Till) I Kissed You
- The Fouryo's - Zeg Niet Nee
- The Gaylords - Ma ma ma Marie
- The Kingston Trio - Tom Dooley
- The Platters - Smoke Gets in Your Eyes
- Travis & Bob - Tell Him no
- Wilbert Harrison - Kansas City
- Willy Alberti - Marina en Piove
- Zangeres Zonder Naam - Ach Vaderlief

### Jazz
- Cannonball Adderley – Cannonball Takes Charge
- Cannonball Adderley – In San Francisco
- Cannonball Adderley & John Coltrane – Cannonball Adderley Quintet in Chicago
- Chet Baker - Chet
- Chet Baker - Chet Baker Plays the Best of Lerner and Loewe
- Art Blakey & The Jazz Messengers – Holiday for Skins
- Art Blakey & The Jazz Messengers - Moanin'
- The Dave Brubeck Quartet - Time Out
- Donald Byrd - Byrd in Hand
- Donald Byrd – Fuego
- Sonny Clark – My Conception
- Ornette Coleman – Tomorrow Is the Question!
- Ornette Coleman - The Shape of Jazz To Come
- John Coltrane – Giant Steps
- John Coltrane & Paul Quinichette - Cattin' with Coltrane and Quinichette
- Miles Davis - Kind of Blue
- Miles Davis - Miles Davis and the Modern Jazz Giants
- Miles Davis - Porgy and Bess (album)
- Miles Davis Quintet - Workin' with The Miles Davis Quintet
- Walter Davis – Davis Cup (album)
- Martin Denny - Quiet Village
- Kenny Dorham – Quiet Kenny
- Duke Ellington –  Anatomy of a Murder (album)
- Duke Ellington –  Festival Session
- Duke Ellington –  Jazz Party
- Duke Ellington – The Ellington Suites
- Bill Evans - Everybody Digs Bill Evans
- Bill Evans Trio – Portrait in Jazz
- Ella Fitzgerald - Ella Fitzgerald Sings the George and Ira Gershwin Song Book
- Tommy Flanagan, John Coltrane, Kenny Burrell & Idrees Sulieman - The Cats (album)
- Curtis Fuller - Blues-ette
- Dizzy Gillespie - Have Trumpet, Will Excite!
- Dizzy Gillespie - The Ebullient Mr. Gillespie
- Jimmy Giuffre – The Easy Way (album)
- Benny Golson – Gone with Golson
- Benny Golson - Groovin' with Golson
- Chico Hamilton – Gongs East!
- Chico Hamilton – The Three Faces of Chico
- Coleman Hawkins – Hawk Eyes
- Coleman Hawkins - Coleman Hawkins with the Red Garland Trio
- Johnny Hodges & Duke Ellington – Back to Back: Duke Ellington and Johnny Hodges Play the Blues
- Johnny Hodges & Duke Ellington – Side by Side
- Milt Jackson & John Coltrane – Bags & Trane
- Philly Joe Jones - Drums Around the World
- Wynton Kelly – Kelly Blue
- Stan Kenton – Standards in Silhouette
- Yusef Lateef – Cry! – Tender
- Abbey Lincoln – Abbey is Blue
- Jackie McLean - New Soil
- Jackie McLean – Swing, Swang, Swingin'
- Charles Mingus - Blues and Roots
- Charles Mingus - Mingus Ah Um
- Charles Mingus – Mingus Dynasty
- Blue Mitchell – Blue Soul
- Thelonious Monk – 5 by Monk by 5
- Thelonious Monk – The Thelonious Monk Orchestra at Town Hall
- Thelonious Monk – Thelonious Alone in San Francisco
- Wes Montgomery - Far Wes
- Wes Montgomery – The Wes Montgomery Trio
- Oliver Nelson – Meet Oliver Nelson
- Art Pepper – Art Pepper + Eleven – Modern Jazz Classics
- Oscar Peterson - Ben Webster Meets Oscar Peterson
- Sun Ra & His Arkestra - Jazz in Silhouette
- Max Roach – The Many Sides of Max
- Sonny Rollins - Sonny Side Up
- George Russell – New York, N.Y. (album)
- Wayne Shorter - Introducing Wayne Shorter (aka Blues a la Carte)
- Horace Silver – Blowin' the Blues Away
- Horace Silver - Finger Poppin'
- Jimmy Smith - The Sermon!
- Frank Strozier – Fantastic Frank Strozier
- Cal Tjader - Monterey Concerts
- Dinah Washington- What a Diff'rence a Day Makes!
- Ben Webster – Ben Webster and Associates
- The Lester Young & Teddy Wilson Quartet - Pres & Teddy

### Klassieke muziek
- 20 februari: eerste uitvoering van Gerald Finzis To a poet met To a poet a thousand years hence
- 15 maart: eerste uitvoering van Karl Amadeus Hartmanns Symfonie nr. 7
- 19 maart: eerste uitvoering van Johan Kvandals Norsk ouverture
- 8 april: eerste openbare uitvoering van Havergal Brians Symfonie nr. 11
- 24 mei: Benjamin Britten componeert zijn Miss Brevis
  - 22 juli: eerste uitvoering van Brittens Missa Brevis
- 4 of 5 juli: eerste uitvoering van Concerto grosso van Heitor Villa-Lobos
- 12 juli: eerste uitvoering van Cair da tarde en Melodia sentimental van Heitor Villa-Lobos
- 24 juli: eerste uitvoering van Three nocturnes: Northern summer nights van Arthur Butterworth
- 26 augustus: eerste uitvoering William Alwyns vierde symfonie
- 17 september: eerste uitvoering van Strophen van Krzysztof Penderecki
- 25 november: eerste uitvoering van Vijf liederen op tekst van Kazimiera Iłłakowiczówna van Witold Lutosławski in de versie zangstem met piano

## Beeldende kunst

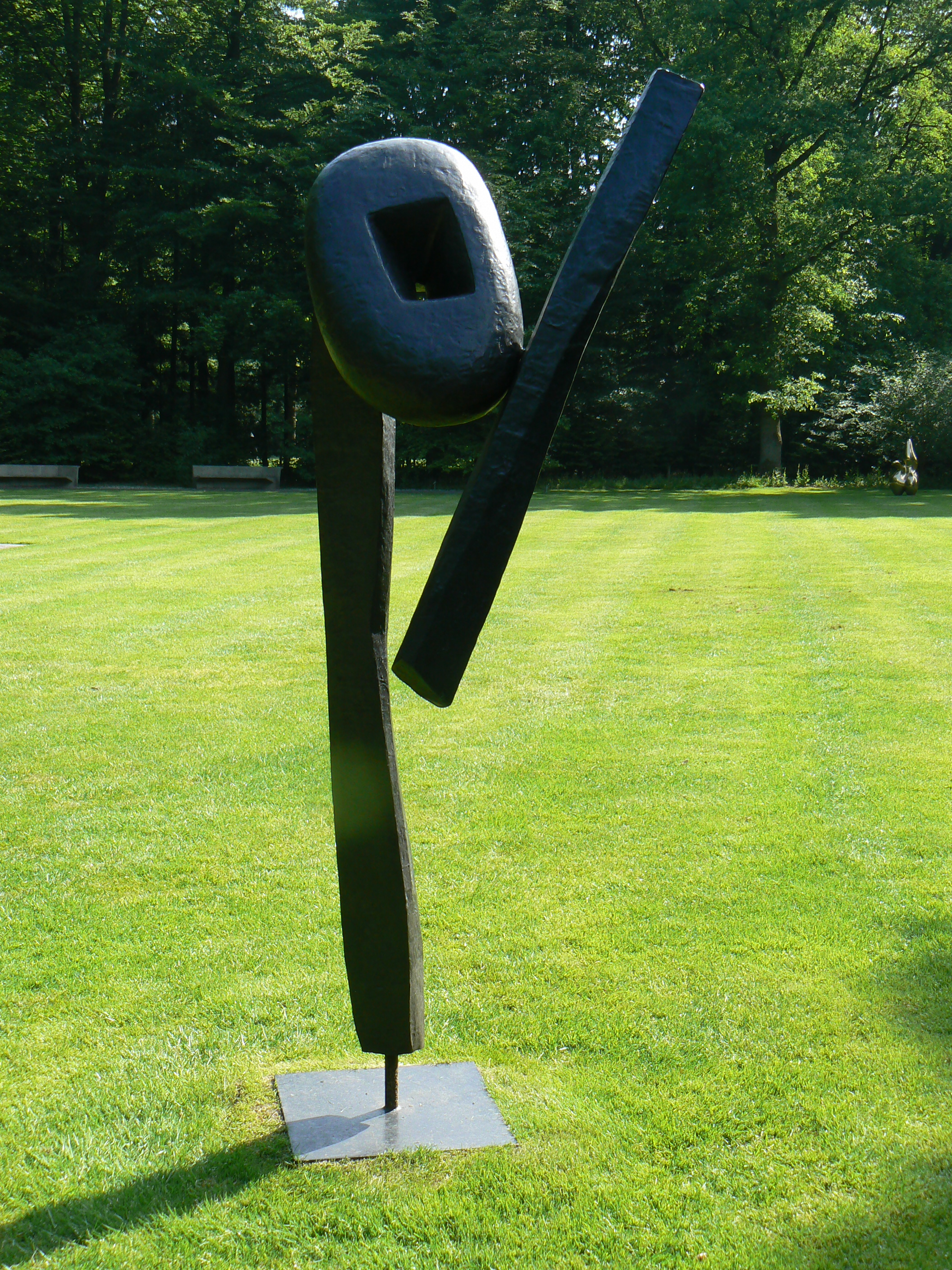
The Cry (1959) Isamu Noguchi, Beeldenpark van het Kröller-Müller Museum
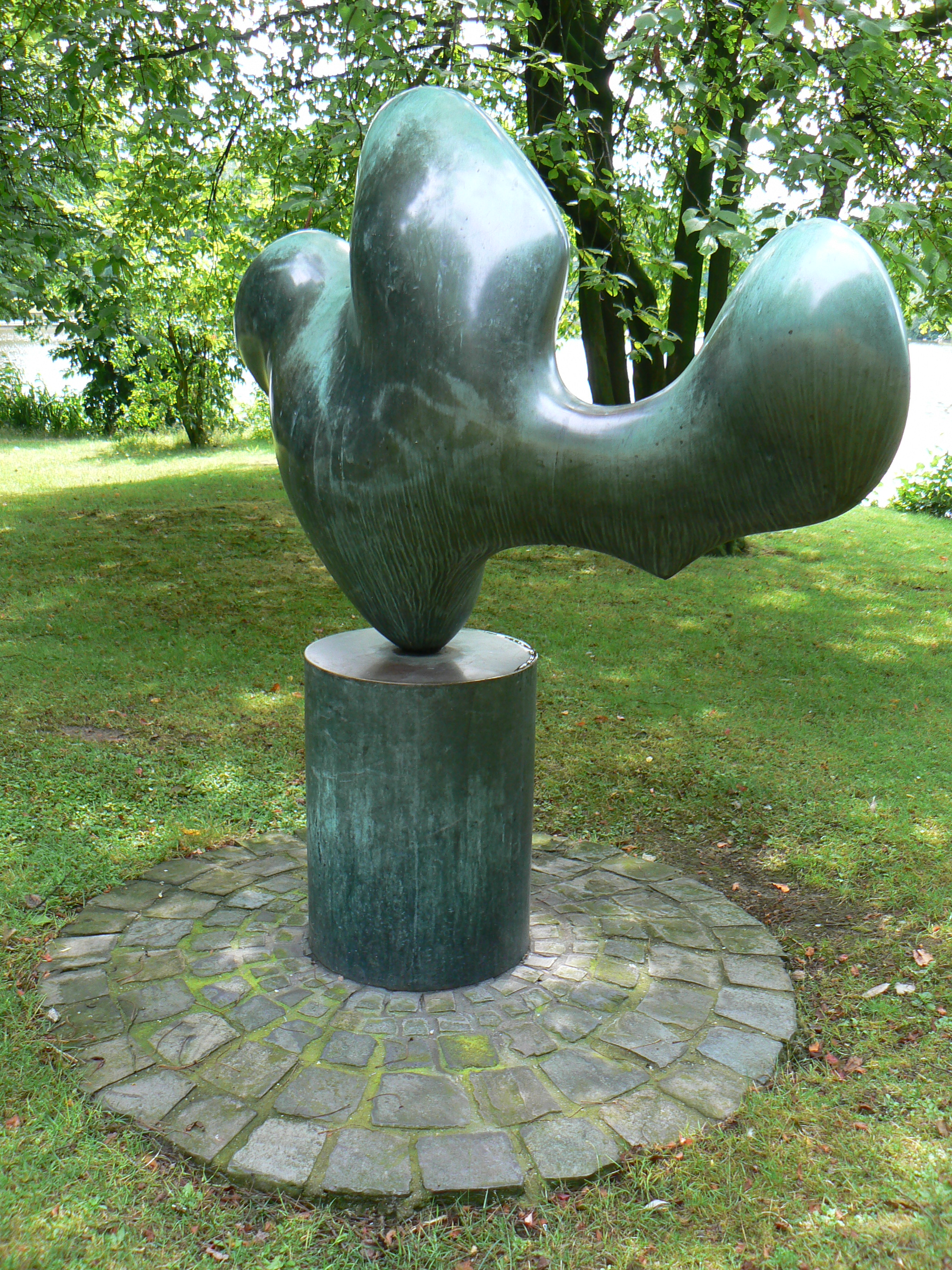
Feuille se reposant (1959) Jean Arp, Skulpturenmuseum Glaskasten, Marl, Duitsland

## Bouwkunst
- Het Gugenheim Museum te New York, ontworpen door de architect Frank Lloyd Wright komt gereed

## Geboren

### januari

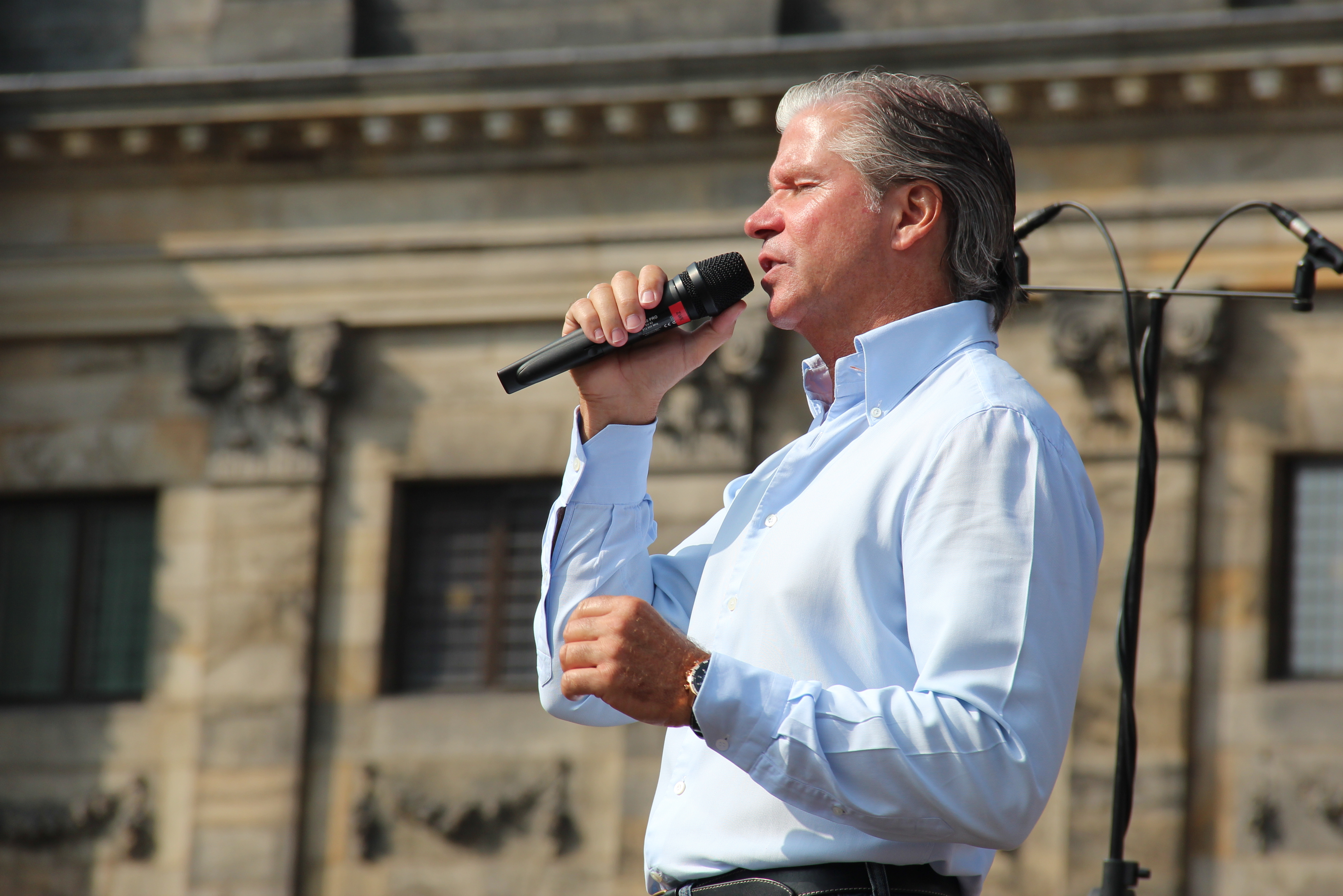
Dries Roelvink,
geboren op 1 januari

- 1 - Meg Waite Clayton, Amerikaans schrijfster
- 1 - Michel Onfray, Frans filosoof
- 1 - Dries Roelvink, Nederlands zanger en mediapersoonlijkheid
- 1 - Sonia Todd, Australisch actrice
- 2 - Dirk Bikkembergs, Belgisch modeontwerper
- 3 - Alessandro Andrei, Italiaans atleet
- 4 - Nancy McKinstry, Amerikaans zakenvrouw, sinds 2003 bestuursvoorzitter van de uitgeverij Wolters Kluwer
- 4 - Suzanne Römer, Curaçaos politica
- 4 - Vanity (Denise Matthews), Canadees zangeres, model en actrice (overleden 2016)
- 5 - Slavko Dujić, Kroatisch kunstschilder
- 6 - Kathy Sledge, Amerikaans zangeres
- 7 - Robert van Gasteren, Nederlands politicus (BBB)
- 7 - Leila de Lima, Filipijns minister
- 8 - Paul Hester, Australisch drummer
- 8 - Pepi Reiter, Oostenrijks judoka
- 9 - Gène Hanssen, Nederlands voetballer
- 9 - Mark Martin, Amerikaans autocoureur
- 9 - Rigoberta Menchú, Guatemalteeks mensenrechtenactiviste en Nobelprijswinnares
- 10 - Chandra Cheeseborough, Amerikaans atlete
- 10 - Chris Van Hollen, Amerikaans Democratisch politicus
- 10 - Maurizio Sarri, Italiaans voetbalcoach
- 12 - Mike van Diem, Nederlands regisseur en toneelschrijver
- 12 - Per Gessle, Zweeds zanger (Roxette)
- 12 - Ralf Möller, Duits-Amerikaans acteur en bodybuilder
- 14 - Klaas Bond, Nederlands kinderboekenschrijver
- 14 - Lars Høgh, Deens voetballer (overleden 2021)
- 15 - Pete Trewavas, Engels muzikant (Marillion, Transatlantic)
- 16 - Sade (Helen Folesade Adu), Brits-Nigeriaans zangeres
- 16 - Jill Sobule, Amerikaans singer-songwriter (overleden 2025)
- 17 - Susanna Hoffs, Amerikaans zangeres (The Bangles)
- 17 - Winy Maas, Nederlands  (landschaps)architect, stedenbouwkundige en hoogleraar
- 18 - Marc Calon, Nederlands politicus en bestuurder
- 19 - Stéphane De Becker, Belgisch striptekenaar (overleden 2015)
- 19 - Mauro Maugeri, Italiaans waterpoloër en waterpolocoach (overleden 2017)
- 20 - Cees Mudde, Nederlands kunstschilder en illustrator
- 20 - Liesbeth van der Pol, Nederlands architecte
- 21 - Alex McLeish, Schots voetballer en voetbaltrainer
- 21 - Maarten Treurniet, Nederlands filmregisseur
- 22 - Linda Blair, Amerikaans actrice
- 22 - Urs Meier, Zwitsers voetbalscheidsrechter
- 23 - Sergej Kopljakov, Russisch zwemmer
- 23 - Sandra Pisani, Australisch hockeyster (overleden 2022)
- 23 - Luk Wyns, Vlaams acteur
- 24 - Acácio, Braziliaans voetballer
- 24 - Michel Preud'homme, Belgisch voetballer
- 26 - Rik Fernhout, Nederlands beeldend kunstenaar (overleden 2024)
- 26 - Wanda Panfil, Pools atlete
- 26 - Erwin Vandenbergh, Belgisch voetballer
- 28 - Frank Darabont, Amerikaans regisseur en scenarioschrijver
- 28 - Renaat Landuyt, Vlaams politicus
- 30 - Cosimo Bolognino, Italiaans voetbalscheidsrechter
- 30 - Davide Tardozzi, Italiaans motorcoureur
- 31 - Michael Allen, Amerikaans golfer

### februari

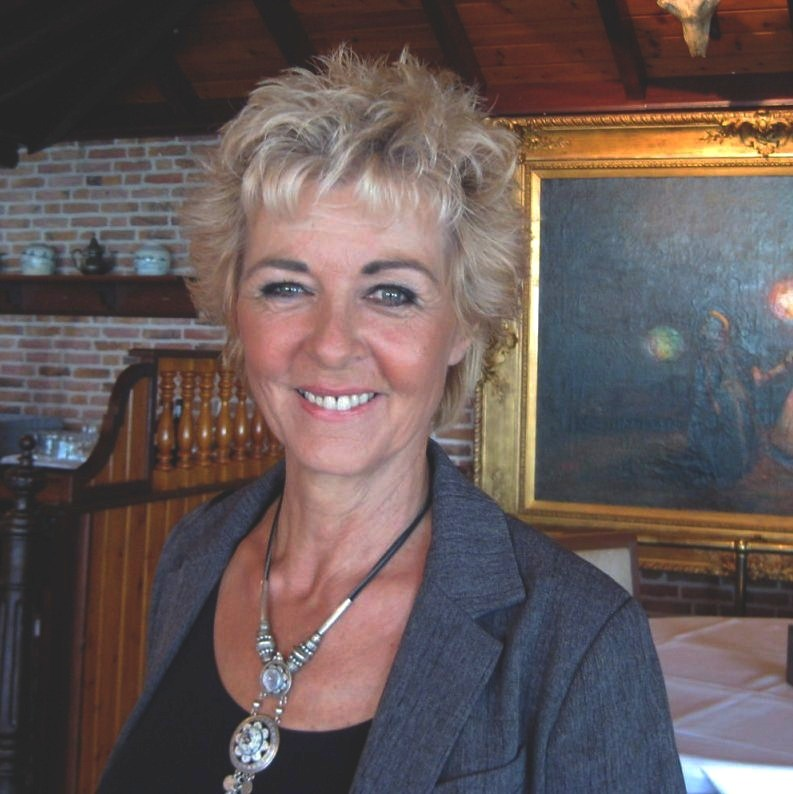
Anny Schilder,
geboren op 14 februari

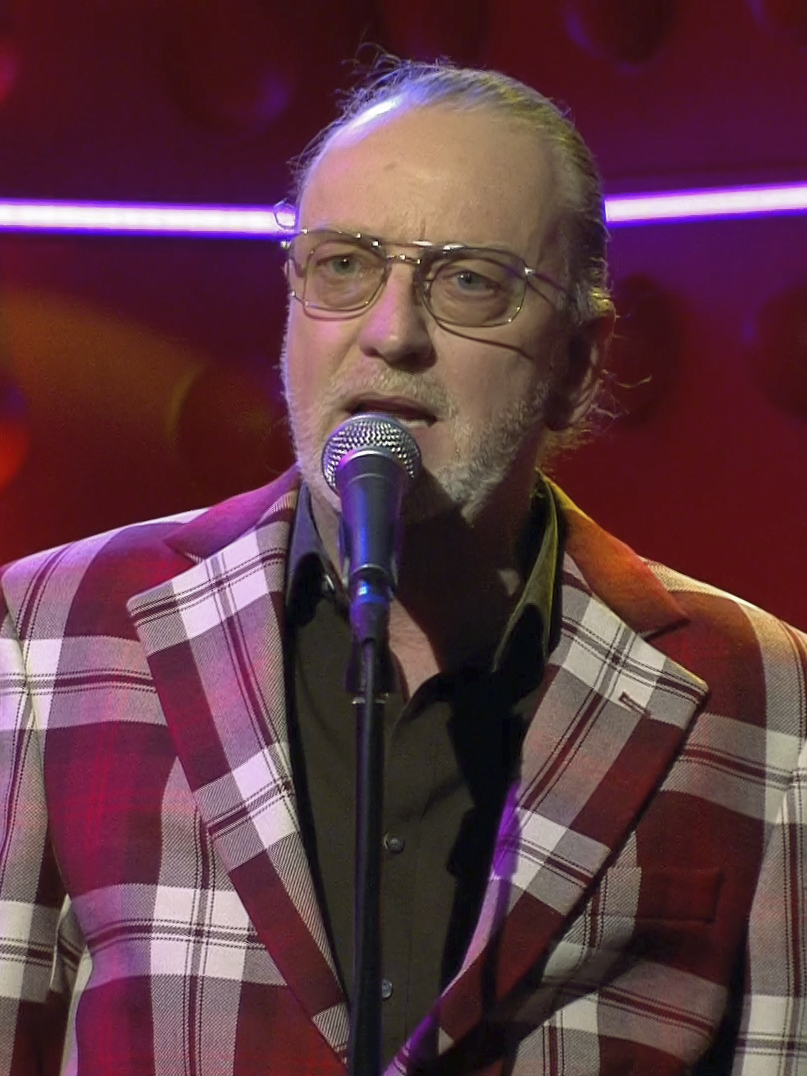
Ton Kas,
geboren op 22 februari

- 1 - Koen Schuiling, Nederlands politicus en burgemeester
- 3 - Thomas Calabro, Amerikaans acteur
- 3 - Chan Santokhi, Surinaams politicus; sinds 2020 president
- 3 - Lol Tolhurst, Brits drummer en toetsenist
- 7 - Sammy Lee, Engels voetballer en voetbalcoach
- 7 - Mick McCarthy, Iers voetballer en voetbalcoach
- 8 - Henry Czerny, Canadees acteur
- 8 - Mauricio Macri, Argentijns politicus; 56e president
- 8 - Russell Shorto, Amerikaans schrijver, historicus en journalist
- 9 - Ali Bongo, Gabonees politicus en president (2009-2023)
- 9 - Kevin Buckler, Amerikaans autocoureur, teameigenaar en wijnboer
- 9 - Ina Sjerps, Nederlands politica (PvdA); sinds 2021 burgemeester van Harlingen
- 11 - Jan Cortenbach, Nederlands snelwandelaar
- 11 - Roberto Moreno, Braziliaans autocoureur
- 11 - René Müller, Oost-Duits voetballer
- 11 - Peer Ulijn, Nederlands verslaggever voor het NOS Journaal
- 12 - Liliane Mandema, Nederlands atlete (overleden 2020)
- 14 - Fred Eefting, Nederlands zwemmer
- 14 - Anny Schilder, zangeres Nederlandse band BZN (eerste periode, 1976-1984)
- 15 - Achmed de Kom, Nederlands atleet
- 15 - Ali Campbell, leadzanger van reggae-band UB40 (1978-2008)
- 16 - Annemarie van Haeringen, Nederlands illustratrice
- 16 - John McEnroe, Amerikaans tennisser en televisiecommentator
- 17 - Walther Burgering, Nederlands theoloog en pastor
- 17 - Marie-Paule Geldhof, Belgisch atlete
- 18 - Hallgrímur Helgason, IJslands schrijver en schilder
- 21 - Marc Van der Linden, Belgisch politicus (N-VA) en burgemeester
- 22 - Doris D (Debbie Jenner), Brits zangeres en danseres
- 22 - Ton Kas, Nederlands acteur
- 23 - Linda Nolan, Iers zangeres, actrice en televisiepersoonlijkheid (overleden 2025)
- 23 - Lucas Van den Eynde, Vlaams acteur
- 24 - Nils Johan Semb, Noors voetbaltrainer
- 24 - Bea Wiarda, Nederlands atlete
- 25 - Aleksej Balabanov, Russisch filmmaker (overleden 2013)
- 25 - Fernando Baldeón, Ecuadoraans voetballer en voetbalcoach
- 25 - Mike Peters, Brits muzikant (overleden 2025)
- 27 - Thea Limbach, Nederlands schaatsster en schaatscoach

### maart

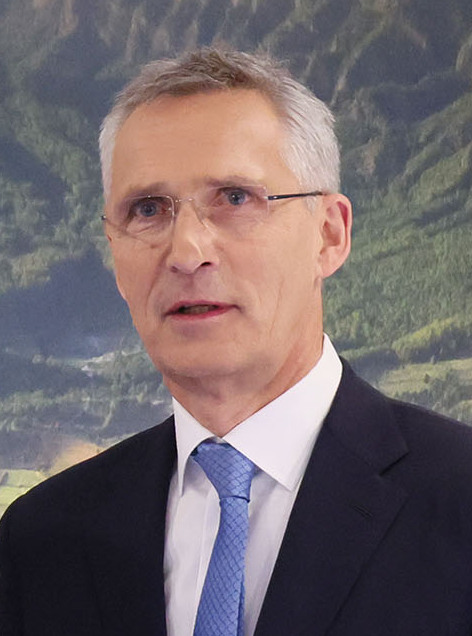
Jens Stoltenberg,
geboren op 16 maart

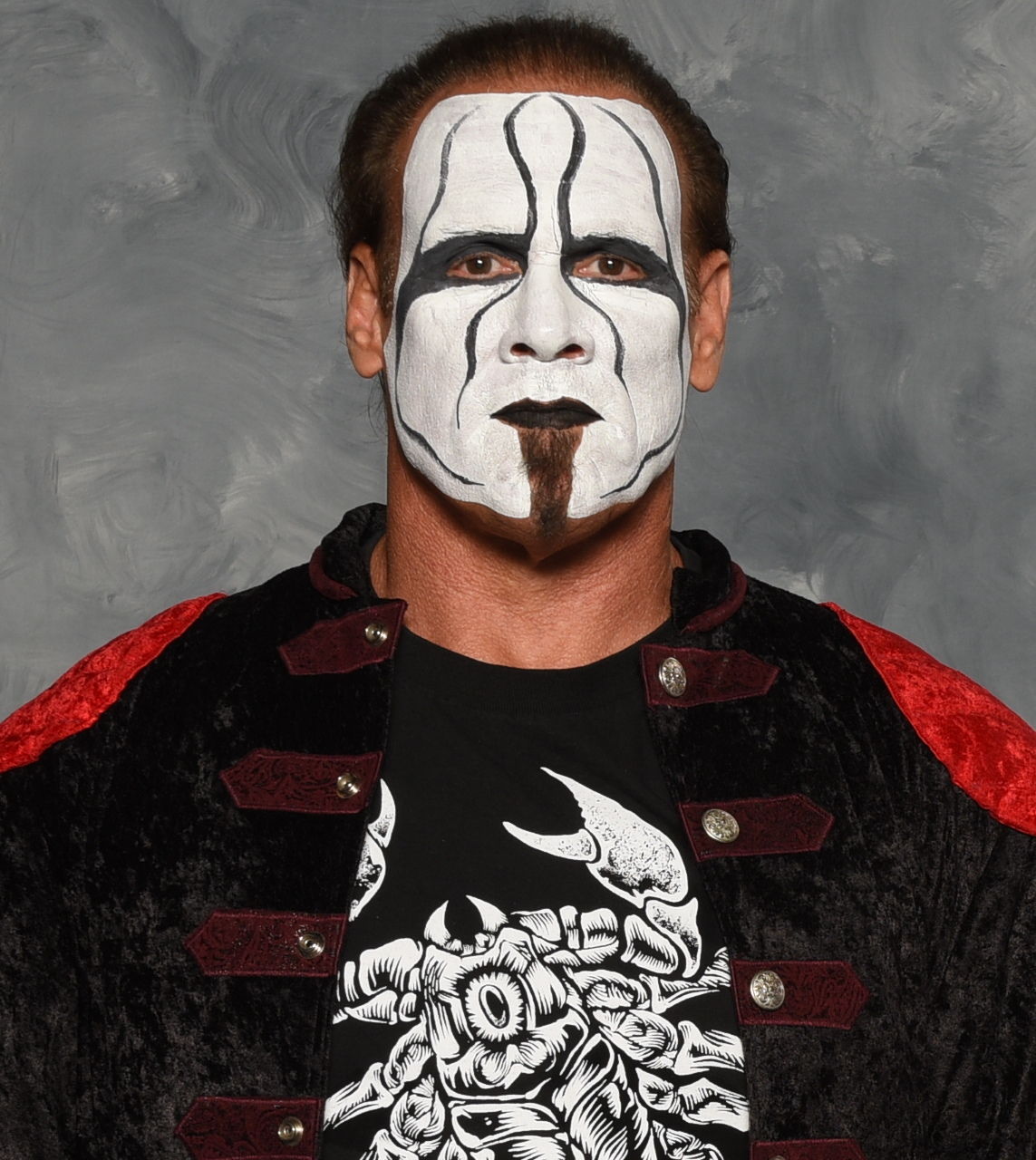
Steve Borden,
geboren op 20 maart

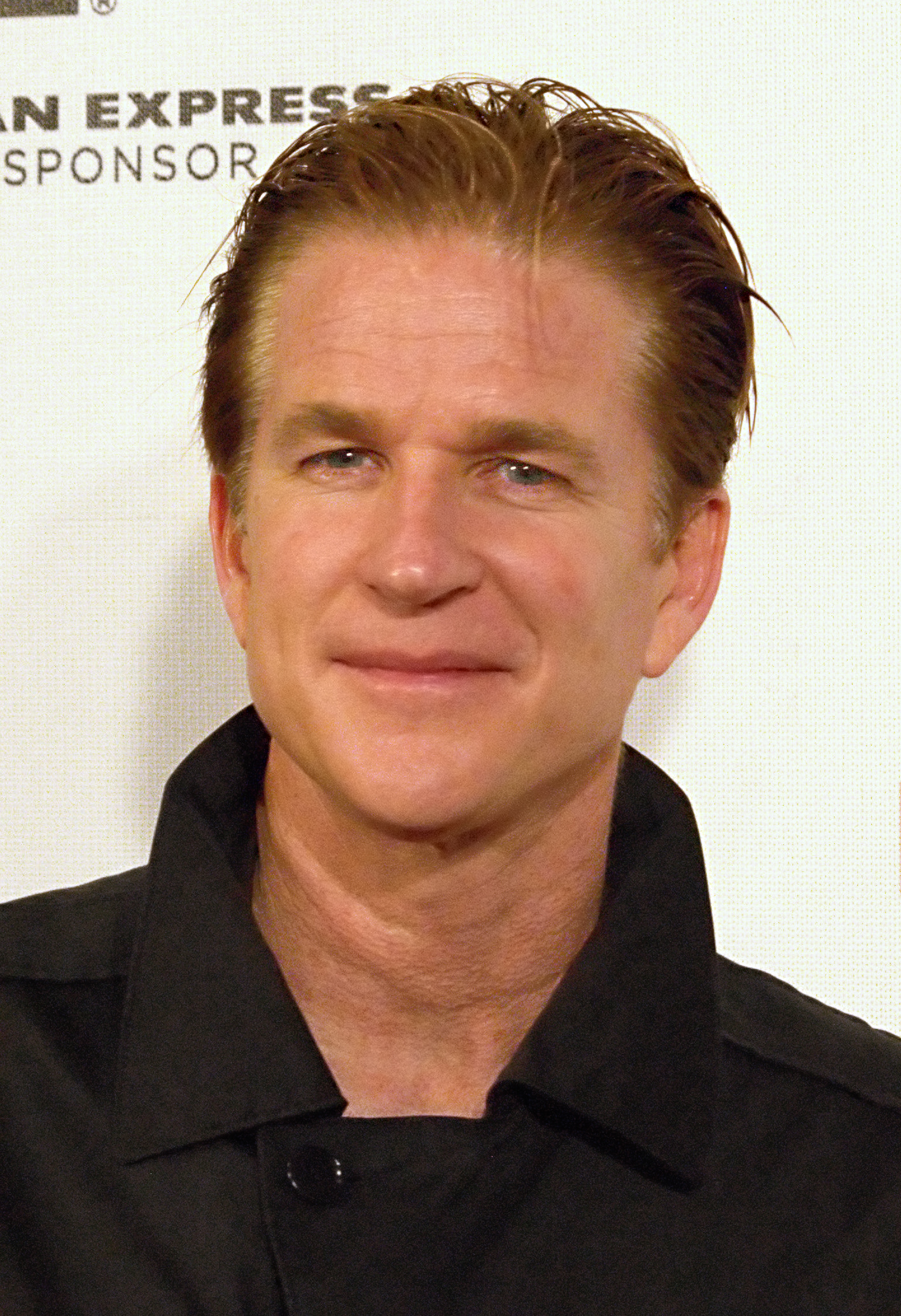
Matthew Modine,
geboren op 22 maart

- 1 -  Bernadette (Kraakman), Nederlands zangeres
- 2 - Eduardo Rodríguez, Boliviaans president
- 3 - Vagiz Chidijatoellin, Russisch voetballer
- 3 - Romeo Zondervan, Nederlands voetballer
- 4 - Peter Rijsenbrij, Nederlands radio-dj, radiopresentator en programmamaker
- 6 - Tom Arnold, Amerikaans komiek en acteur
- 6 - Francisco José Carrasco, Spaans voetballer
- 6 - René Mioch, Nederlands journalist en presentator
- 6 - Jimmy Yuill, Schots acteur
- 7 - Luciano Spalletti, Italiaans voetbaltrainer
- 8 - Aidan Quinn, Amerikaans acteur
- 9 - Renger Witkamp, Nederlands hoogleraar
- 10 - Avital Selinger, Nederlands volleyballer
- 10 - Ad Wijnands, Nederlands wielrenner
- 11 - Nina Hartley, Amerikaans pornoactrice
- 13 - Monika Dumon, Belgisch actrice
- 15 - William Dunker, Belgisch zanger (overleden 2023)
- 15 - Mattis Hætta, Noors zanger (overleden 2022)
- 16 - Jens Stoltenberg, Noors politicus; secretaris-generaal van de NAVO
- 17 - Danny Ainge, Amerikaans basketballer
- 18 - Irene Cara, Amerikaans actrice en zangeres (overleden 2022)
- 18 - Renée Sanders, Nederlands regisseur, radiomaker, schrijfster en journalist (overleden 2023)
- 18 - Roberto Tricella, Italiaans voetballer
- 20 - Steve Borden (Sting), Amerikaans professioneel worstelaar
- 20 - Richard Budgett, Brits roeier
- 20 - Dale Reid, Schots golfster (overleden 2023)
- 21 - Heshmat Tabarzadi, Iraans activist
- 21 - Nobuo Uematsu, Japans componist
- 22 - Matthew Modine, Amerikaans acteur, producent en regisseur
- 23 - Patty Harpenau, Nederlands schilderes en schrijfster
- 23 - Catherine Keener, Amerikaans actrice
- 23 - Lennart van der Meulen, Nederlands omroepdirecteur (overleden 2024)
- 24 - Renaldo Nehemiah, Amerikaans atleet
- 26 - Johan van Mil, Nederlands schaker (overleden 2008)
- 26 - Charles van der Voort, Nederlandse officier van justitie
- 27 - Luc Beyens, Belgisch voetballer en voetbalcoach
- 27 - Hajo Bruins, Nederlands acteur
- 27 - Sjarhej Hotsmanov, Sovjet-Wit-Russisch voetballer
- 29 - Wim Brands, Nederlands dichter, journalist en presentator (overleden 2016)
- 29 - Mylène de la Haye, Nederlands journaliste en televisiepresentatrice
- 30 - Sabine Meyer, Duits klarinettiste
- 30 - Raphael Tuju, Keniaans politicus
- 31 - Thierry Claveyrolat, Frans wielrenner (overleden 1999)

### april

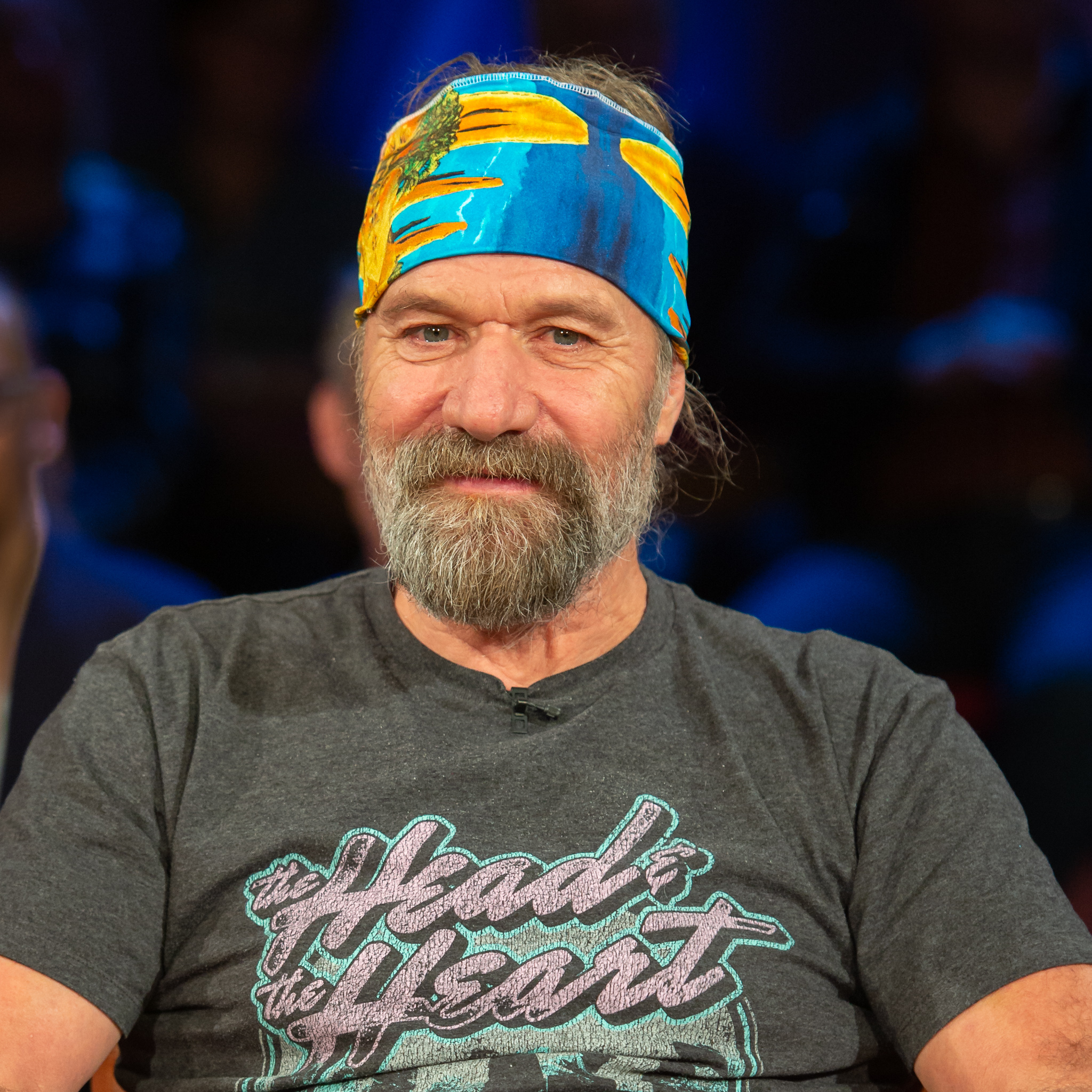
Wim Hof,
geboren op 20 april

- 1 - Helmut Duckadam, Roemeens voetballer (overleden 2024)
- 1 - Christian Thielemann, Duits dirigent
- 1 - Edwin Wolf, Surinaams politicus
- 2 - Gelindo Bordin, Italiaans atleet
- 2 - Alberto Fernández, Argentijns politicus
- 2 - Brian Goodell, Amerikaans zwemmer
- 2 - John Lauridsen, Deens voetballer
- 2 - Bernt Schneiders, Nederlands politicus
- 2 - Suzanne Venneker, Nederlands zangeres
- 3 - Catherine d'Ovidio, Frans bridgespeelster (overleden 2020)
- 4 - Phil Morris, Amerikaans acteur en scenarioschrijver
- 4 - Sjamil Sabirov, Sovjet-Russisch bokser
- 6 - Pietro Vierchowod, Italiaans voetballer en voetbalcoach
- 7 - Cees Dekker, Nederlands natuurkundige
- 8 - Ruud Hendriks, Nederlands presentator, journalist en ondernemer
- 8 - Michael Hübner, Duits baanwielrenner (overleden 2024)
- 9 - Eddy Snelders, Belgisch voetballer
- 10 - Brian Setzer, Amerikaans gitarist
- 13 - Carla Bakboord, Surinaamse vrouwenrechtenactiviste en zangeres
- 13 - Herr Seele, Belgisch striptekenaar
- 15 - Emma Thompson, Engels actrice en scenarioschrijfster
- 16 - Marc Madiot, Frans wielrenner en ploegleider
- 17 - Sean Bean, Brits acteur
- 17 - Robbert Meeder, Nederlands journalist en radiopresentator
- 17 - Li Meisu, Chinees atlete
- 18 - Theo Weterings, Nederlands burgemeester
- 19 - Teofisto Guingona III, Filipijns politicus
- 19 - Alain de Levita, Nederlands tv- en filmproducent en regisseur
- 19 - Robin de Levita, Nederlands theater- en filmproducent
- 20 - Jean-Yves Ferri, Frans stripauteur
- 20 - Wim Hof, Nederlands 'kouderecordverbreker'
- 21 - Geerten Ten Bosch, Nederlands grafisch ontwerpster, typografe en illustratrice
- 21 - Ben Peperkamp, Nederlands hoogleraar (overleden 2017)
- 21 - Robert Smith, Brits zanger, gitarist en toetsenist
- 22 - Ryan Stiles, Amerikaans komiek en acteur
- 24 - Paula Yates, Engels televisiepresentatrice, fotomodel en schrijfster (overleden 2000)
- 25 - Erik Menkveld, Nederlands dichter, schrijver en criticus (overleden 2014)
- 26 - Achmed Zakajev, Tsjetsjeens politicus
- 27 - Sheena Easton, Schots-Amerikaans zangeres en actrice
- 27 - Andrew Fire, Amerikaans bioloog en Nobelprijswinnaar
- 29 - Trond Sollied, Noors voetballer en voetbaltrainer
- 30 - Alessandro Barbero, Italiaans historicus en schrijver
- 30 - Stephen Harper, Canadees politicus; minister-president 2006-2015
- 30 - David Paniagua, Boliviaans voetballer

### mei

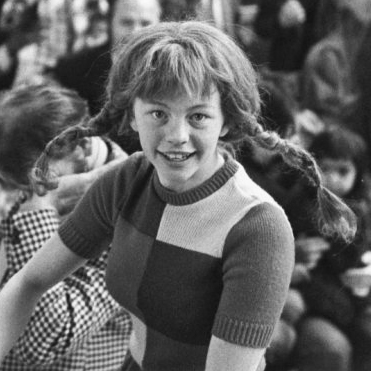
Inger Nilsson,
geboren op 4 mei

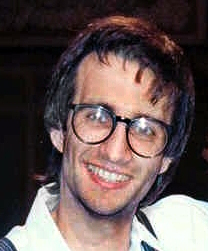
Bronson Pinchot
geboren op 20 mei

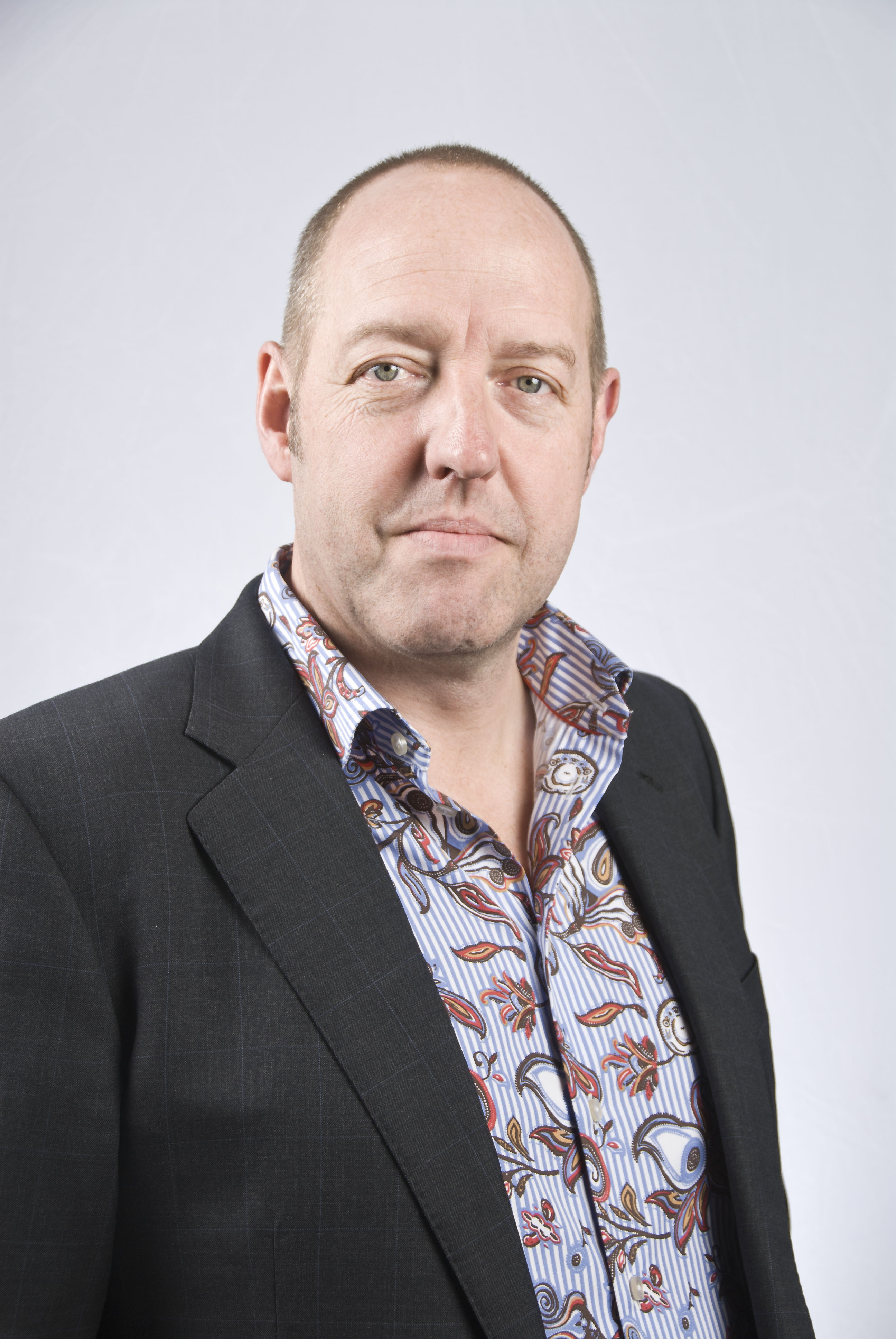
Harry Piekema,
geboren op 23 mei

- 2 - Saskia Belleman, Nederlands journaliste
- 2 - Lex Bohlmeijer, Nederlands radio- en televisiepresentator
- 2 - Gary Megson, Engels voetballer en voetbalcoach
- 2 - Willem Jan Neutelings, Nederlandse architect
- 3 - Ted Langenbach, Nederlands cultureel ondernemer
- 4 - Wanda de Kanter, Nederlands longarts en activist tegen de tabaksindustrie
- 4 - Inger Nilsson, Zweeds actrice (Pippi Langkous)
- 7 - Marion van de Coolwijk, Nederlands jeugdboekenschrijfster
- 7 - Bram Rontberg, Nederlands voetballer
- 11 - Martin Lauriks, Nederlands paralympisch sporter
- 11 - Sanne Terlouw, Nederlands schrijfster
- 11 - Bert Wiersema, Nederlands kinderboekenschrijver
- 12 - Vincent Everts, Nederlands internetontwikkelaar en columnist
- 12 - Deborah Warner, Brits theater- en operaregisseur
- 14 - Patrick Bruel, Frans zanger
- 15 - Henkjan Honing, Nederlands hoogleraar muziekcognitie
- 16 - Peter Adrichem, Nederlands programmamaker en televisieproducent
- 16 - Henk Hille, Nederlands ijshockeyer en directeur Nederlandse IJshockey Bond
- 18 - Biro-Biro, Braziliaans voetballer
- 19 - Jean-Claude Bouvy, Belgisch-Congolees voetballer (overleden 1986)
- 20 - Israel Kamakawiwo'ole, Hawaïaans muzikant
- 20 - Juan Carlos Letelier, Chileens voetballer
- 20 - Bronson Pinchot, Amerikaans acteur
- 21 - Nick Cassavetes, Amerikaans filmregisseur en acteur
- 21 - Couzijn van Leeuwen, Nederlands beeldhouwer en schilder (overleden 2019)
- 21 - Loretta Lynch, Amerikaans minister van justitie
- 21 - Edo Ophof, Nederlands voetballer
- 22 - Kenneth Brylle, Deens voetballer en voetbalcoach
- 22 - Linda Emond, Amerikaans actrice
- 22 - Bas van Hout, Nederlands misdaadjournalist
- 22 - Gerald van der Kaap, Nederlands fotograaf en beeldend kunstenaar
- 22 - Morrissey, Brits zanger
- 23 - Marcella Mesker, Nederlands tennisster en televisiecommentatrice
- 23 - Harry Piekema, Nederlands acteur, televisiepresentator, toneelspeler en regisseur
- 24 - Kees Aarts, Nederlands politicoloog en hoogleraar
- 24 - Ryo Okumoto, Amerikaans muzikant
- 25 - Paul D'Hoore, Vlaams-Belgische nieuwslezer en presentator
- 26 - Róger Flores, Costa Ricaans voetballer en voetbalcoach
- 26 - Kevin Gage, Amerikaans acteur
- 27 - Donna Strickland, Canadees natuurkundige en Nobelprijswinnares
- 28 - Michel Dussuyer, Frans voetballer en voetbalcoach
- 28 - Sean French, Brits thrillerschrijver (Nicci French)
- 28 - Leopold Witte, Nederlands acteur
- 31 - Andrea de Cesaris, Italiaans autocoureur (overleden 2014)
- 31 - Aurora Cunha, Portugees atlete
- 31 - Denise Verhaert, Belgisch atlete
- 31 - Sabine Wils, Duits politica (overleden 2023)

### juni

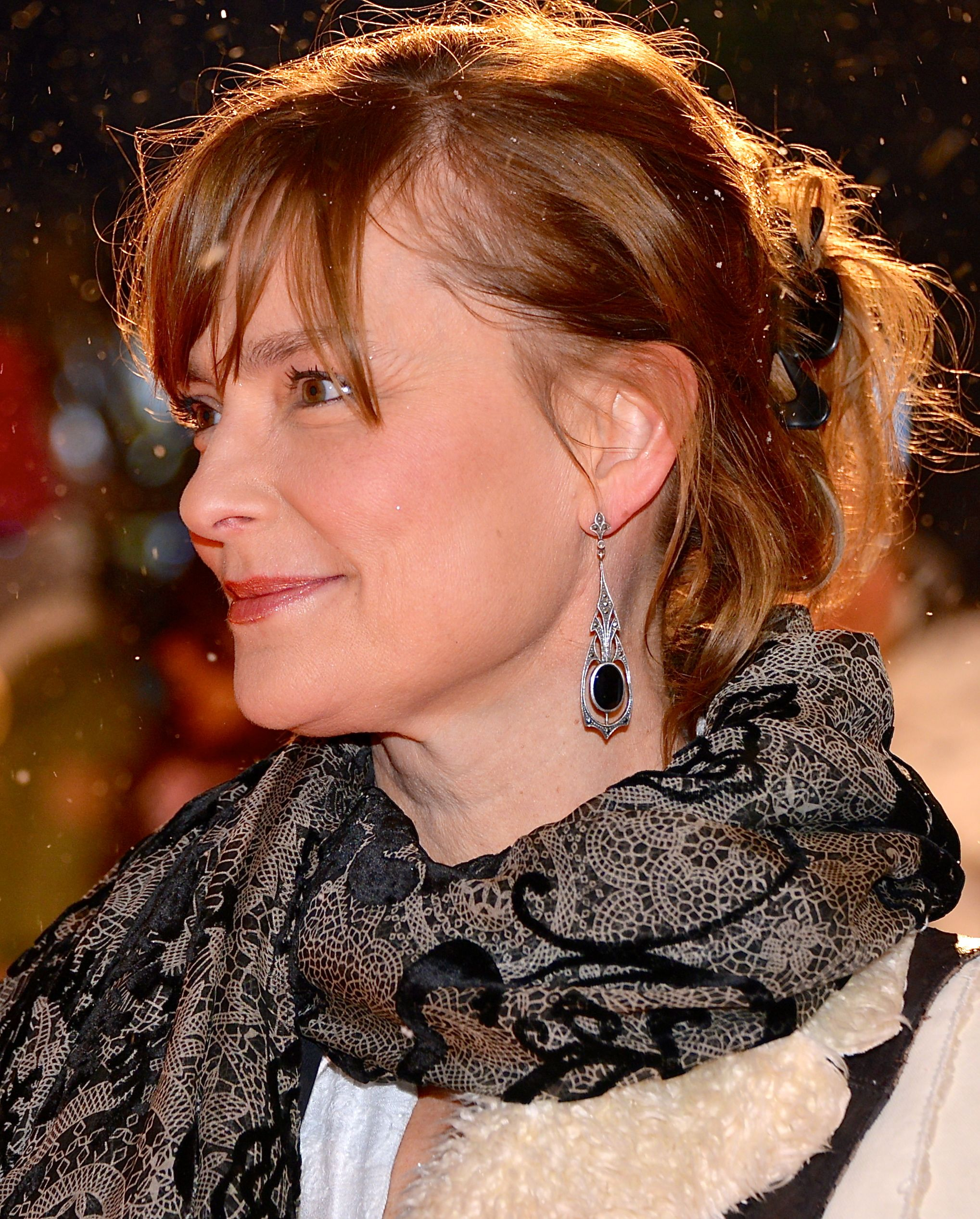
Marie Richardson,
geboren op 6 juni

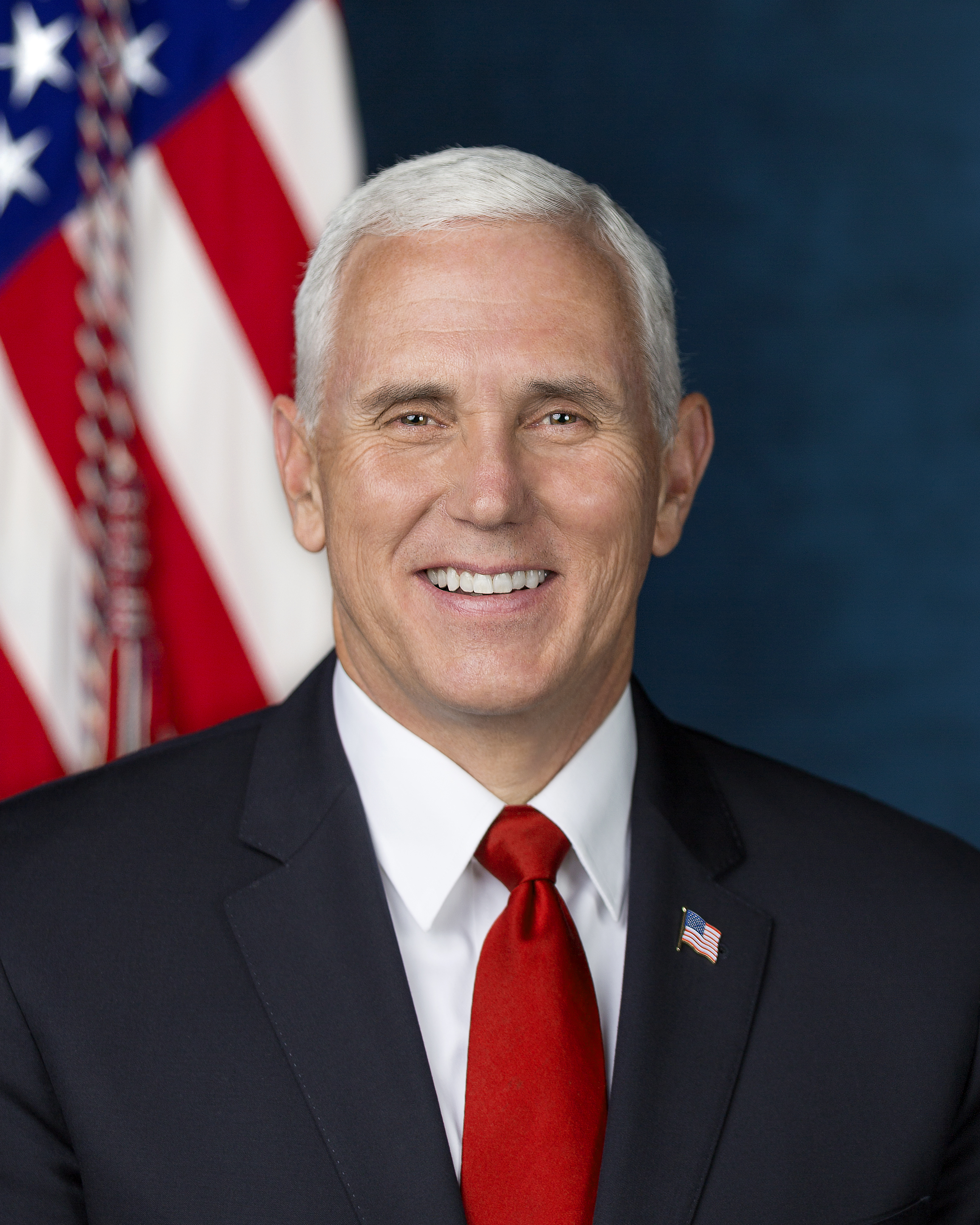
Mike Pence,
geboren op 7 juni

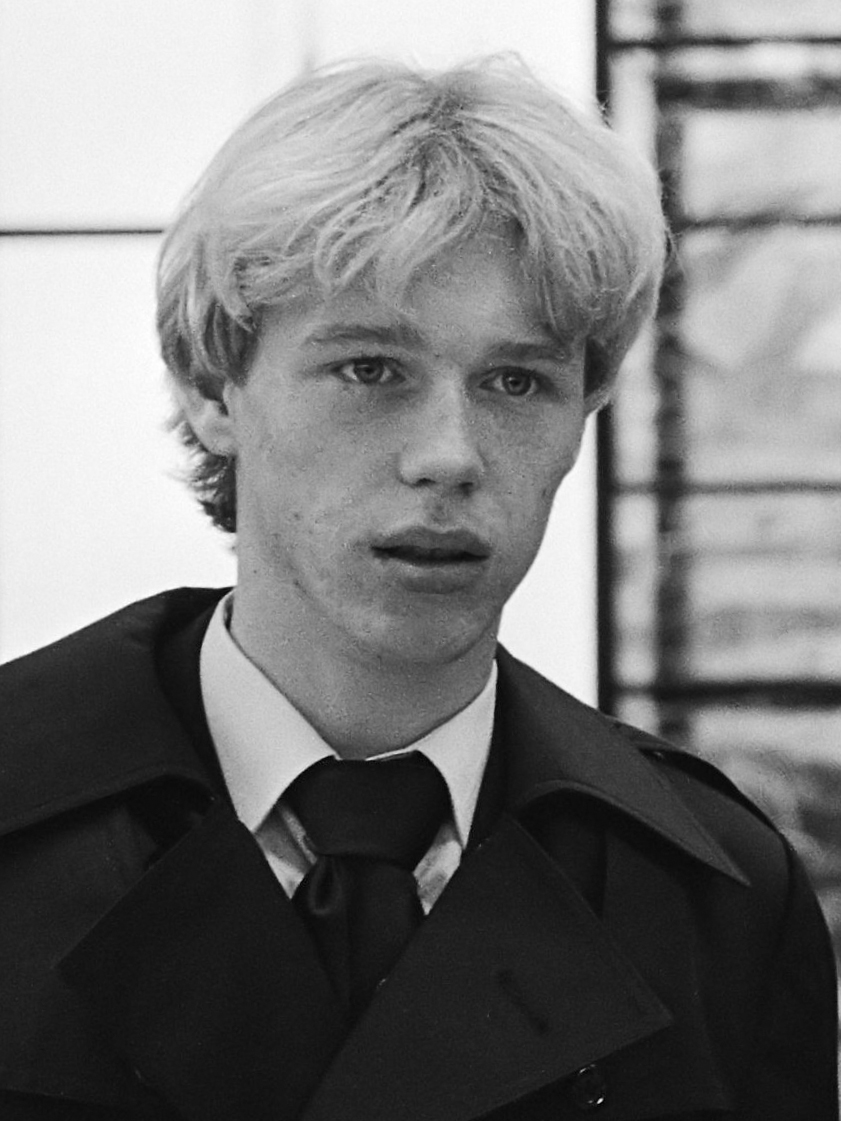
Pétur Pétursson
geboren op 27 juni

- 1 - Martin Brundle, Brits autocoureur
- 1 - Fiorenzo Treossi, Italiaans voetbalscheidsrechter
- 2 - Masjalla Achmedov, Azerbeidzjaans voetballer
- 2 - Rineke Dijkstra, Nederlands fotografe
- 6 - Marwan Barghouti, Palestijns politicus
- 6 - Marcel Musters, Nederlands acteur
- 6 - Dag Erik Pedersen, Noors wielrenner (overleden 2024)
- 6 - Marie Richardson, Zweeds actrice
- 7 - Mike Pence, Amerikaans politicus
- 8 - Ruud Kuijer, Nederlands beeldhouwer
- 9 - Benny Gantz, Israëlisch militair en politicus
- 9 - Elly van Hulst, Nederlands atlete
- 9 - Maria Persson, Zweeds kindactrice (Pippi Langkous)
- 11 - Rosemarijn Hoefte, Nederlands historica en surinamiste
- 11 - Hugh Laurie, Brits acteur
- 12 - Henrie Adams, Nederlands dirigent (overleden 2022)
- 12 - Steve Bauer, Canadees wielrenner
- 12 - Eufranio Eriguel, Filipijns politicus
- 12 - Kenneth Herdigein, Nederlands acteur
- 13 - Bojko Borisov, Bulgaars politicus
- 13 - Paul Van Bruystegem, Belgisch muzikant
- 13 - Carol Twombly, Amerikaans kalligrafe en letterontwerpster
- 16 - Lars-Erik Hansson, Zweeds handballer
- 17 - Pim van Galen, Nederlands parlementair journalist
- 17 - Ruud Hessing, Nederlands politicus
- 17 - Adrie van der Poel, Nederlands wielrenner
- 18 - Viveca Sten, Zweeds schrijfster en juriste
- 19 - Anne Hidalgo, Frans politica; burgemeester van Parijs
- 19 - Christian Wulff, Duits bondspresident
- 20 - Venancio Ramos, Uruguayaans voetballer
- 21 - Richard Baawobr, Ghanees kardinaal (overleden 2022)
- 21 - Kathy Mattea, Amerikaans countryzangeres
- 22 - Pol Van Den Driessche, Vlaams journalist, schrijver en politicus
- 23 - Rudi De Wyngaert, Belgisch atleet
- 24 - Dan Gilroy, Amerikaans filmscenarist en -regisseur
- 24 - John Gilroy, Amerikaans filmmonteur
- 25 - Robert Gonsalves, Canadees magisch-realistisch kunstschilder (overleden 2017)
- 25 - David Larson, Amerikaans zwemmer
- 26 - Peter Lusse, Nederlands acteur
- 27 - Pieter-Jaap Aalbersberg, Nederlands politiefunctionaris; hoofdcommissaris van Amsterdam
- 27 - Pétur Pétursson, IJslands voetballer
- 28 - Bert Bouwmeester, Nederlands politicus en burgemeester
- 28 - Ed van Es, Nederlands waterpoloër

### juli

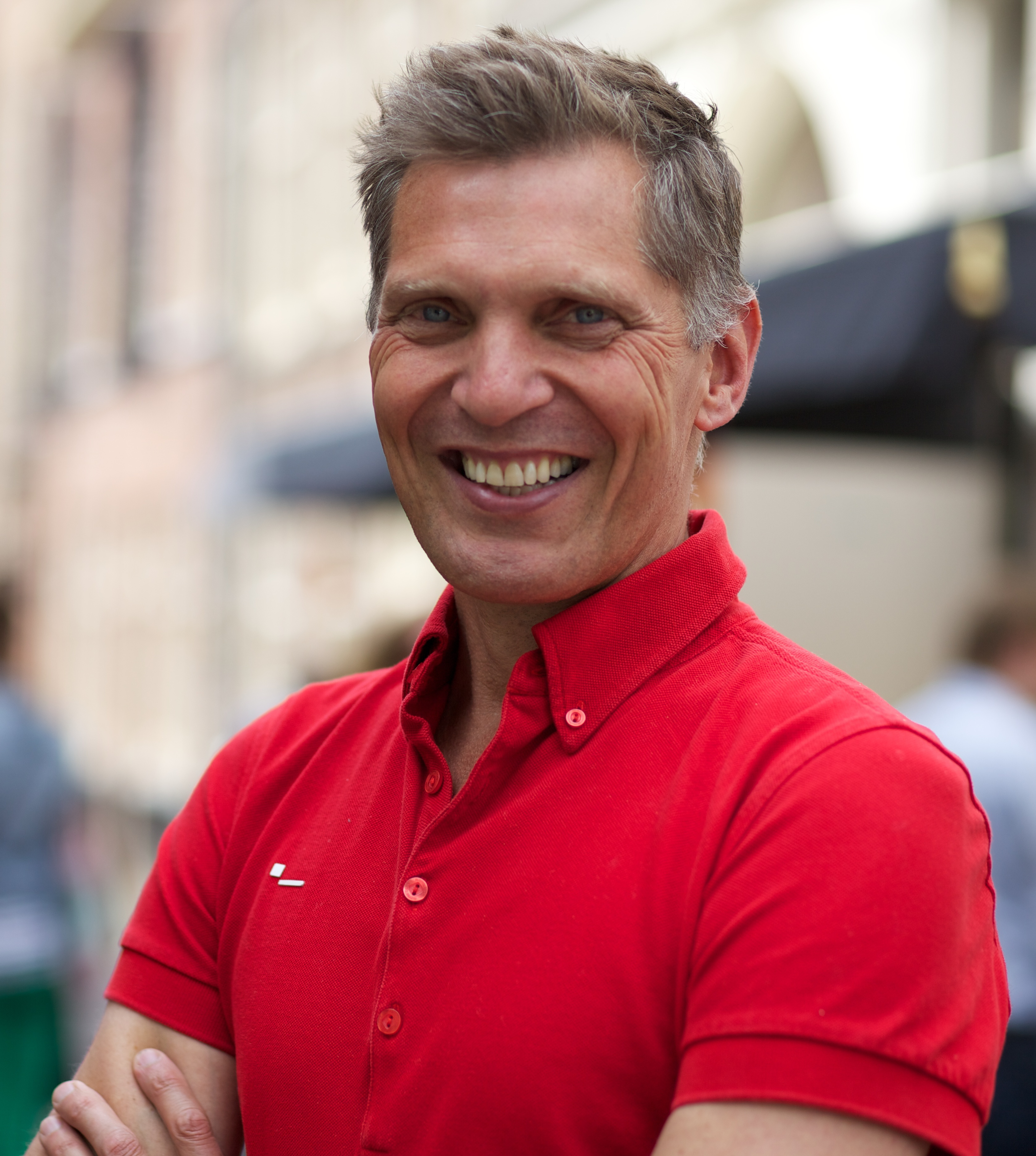
Erwin Olaf,
geboren op 2 juli

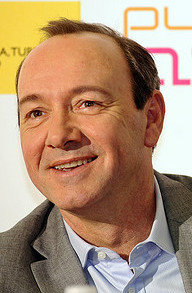
Kevin Spacey,
geboren op 26 juli

- 1 - Bjørn Andor Drage, Noors componist en organist
- 2 - Eduardo Bengoechea, Argentijns tennisser
- 2 - Emanuele Bombini, Italiaans wielrenner
- 2 - Erwin Olaf, Nederlands fotograaf (overleden 2023)
- 3 - Jolanda Homminga, Nederlands atlete
- 4 - Victoria Abril, Spaans actrice
- 4 - Willy Goddaert, Belgisch atleet
- 5 - Frank Pollet, Vlaams jeugdauteur en dichter
- 6 - Tea Vikstedt-Nyman, Fins wielrenster
- 7 - Frode Rønning, Noors schaatser
- 7 - Ben Swagerman, Nederlands politicus
- 8 - Isabelo Abarquez, Filipijns bisschop
- 8 - Marc De Blander, Belgisch atleet
- 9 - Jim Kerr, Brits zanger
- 9 - D.H. Peligro, Amerikaans drummer (overleden 2022)
- 10 - Corinne Hofman, Nederlands hoogleraar archeologie
- 10 - Moniek Vermeulen, Vlaams kinderboekenschrijfster
- 11 - Richie Sambora, Amerikaans gitarist en zanger
- 11 - Suzanne Vega, Amerikaans zangeres
- 12 - Charlie Murphy, Amerikaans acteur en komiek (overleden 2017)
- 12 - Emil Stojanov, Bulgaars politicus en uitgever
- 15 - Anne Fontaine, Luxemburgs-Frans filmregisseur, scenarioschrijfster en actrice
- 18 - Mark Emke, Nederlands roeier en roeicoach
- 18 - Patrick Himschoot, Belgisch atleet
- 20 - Julia Samuël, Nederlands televisiepresentatrice
- 21 - Viktor Tsjanov, Sovjet-Oekraïens voetballer
- 22 - Rudi Kennes, Belgisch syndicalist en politicus
- 22 - Said Seyam, Palestijns minister (overleden 2009)
- 24 - Giuseppe Abbagnale, Italiaans roeier
- 25 - Bart de Kemp, Nederlands componist
- 25 - Fjodor Tsjerenkov, Sovjet-voetballer (overleden 2014)
- 26 - Henk Scholte, Gronings folkmuzikant en radiopresentator
- 26 - Kevin Spacey, Amerikaans acteur
- 28 - Tineke Hidding, Nederlands atlete
- 31 - Yvonne van den Hurk, Nederlands actrice
- 31 - Saskia Laroo, Nederlands jazzmusicus
- 31 - Andrew Marr, Brits journalist
- 31 - Xiang Yang, Amerikaans stamcelonderzoeker (overleden 2009)

### augustus

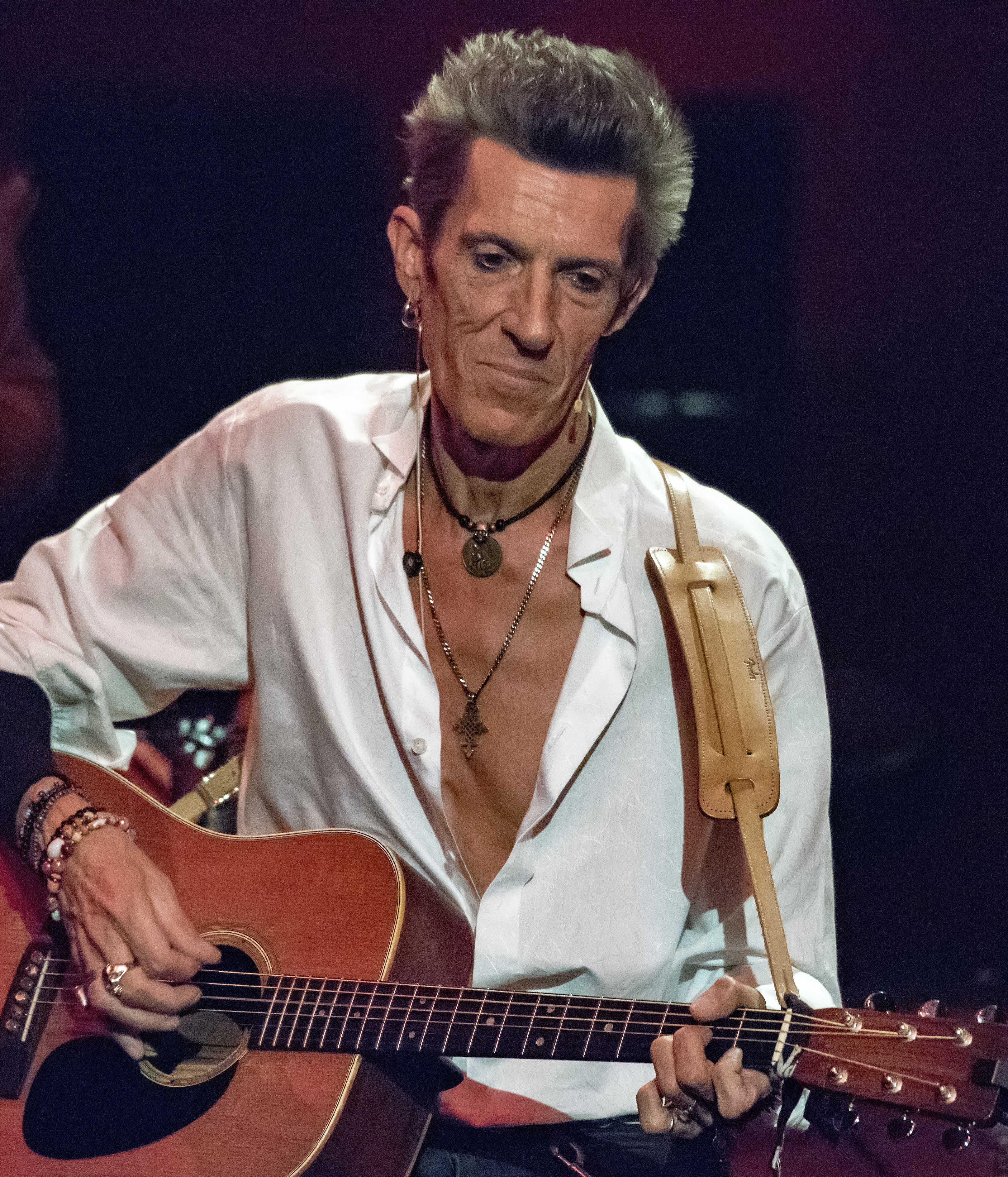
Willy Lambregt,
geboren op 18 augustus

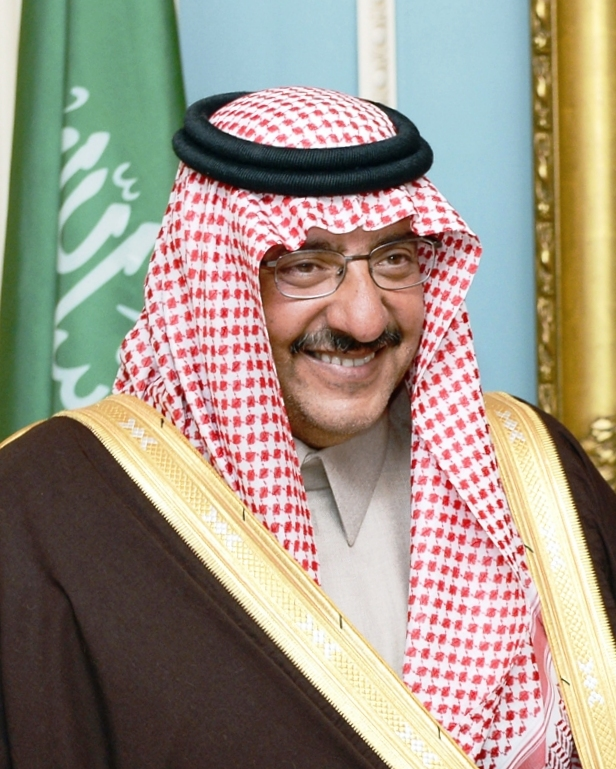
Mohammed ben Nayef al-Saoed,
geboren op 30 augustus

- 4 - Steven van Eijck, Nederlands politicus en bestuurder
- 4 - Kim Reynolds, Amerikaans Republikeins politica
- 5 - Mari van de Ven, Nederlands visagist en haarstylist
- 7 - Koenraad Elst, Vlaams wetenschapper
- 7 - Diana Ozon, Nederlands dichteres
- 7 - Guido Tastenhoye, Vlaams journalist en politicus (overleden 2007)
- 8 - Caroline Ansink, Nederlands componiste
- 8 - Jürgen Thiele, Oost-Duits roeier
- 8 - Ronald Weigel, Oost-Duits snelwandelaar
- 9 - Ivette Forster, Nederlands presentatrice
- 9 - Michael Kors, Amerikaans modeontwerper en ondernemer
- 9 - John van der Wiel, Nederlands schaker
- 10 - Rosanna Arquette, Amerikaans actrice
- 12 - Eric Wetzels, Nederlands ondernemer en partijbestuurder
- 13 - Thomas Ravelli, Zweeds voetballer
- 14 - Magic Johnson, Amerikaans basketballer
- 15 - Han Kulker, Nederlands atleet
- 16 - Leonard Retel Helmrich, Nederlands cineast (overleden 2023)
- 16 - Marc Sergeant, Belgisch wielrenner
- 17 - Wanda Jean Allen, Amerikaans moordenaar (overleden 2001)
- 17 - Jonathan Franzen, Amerikaans schrijver
- 17 - David Koresh, Amerikaans sekteleider (Branch Davidians) (overleden 1993)
- 18 - Willy Lambregt (Willy Willy), Belgisch muzikant (overleden 2019)
- 20 - Menno Lievers, Nederlands atleet, filosoof en redacteur
- 21 - Carola Bauckholt, Duits componiste
- 22 - Mark Williams, Engels acteur
- 23 - Edwyn Collins, Brits zanger
- 24 - Michael Andersson, Zweeds voetballer en sportbestuurder
- 26 - Bill Gwatney, Amerikaans zakenman en politicus (overleden 2008)
- 27 - Gerhard Berger, Oostenrijks autocoureur
- 27 - Peter Mensah, Ghanees-Brits acteur
- 27 - Dominique Sarron, Frans motorcoureur
- 27 - Jeanette Winterson, Brits schrijfster
- 28 - Sjaak Troost, Nederlands voetballer
- 29 - Ramón Ángel Díaz, Argentijns voetballer
- 29 - Rebecca De Mornay, Amerikaans actrice
- 30 - Mohammed ben Nayef al-Saoed, Saoedisch (kroon)prins
- 31 - Martha Grossenbacher, Nederlands-Zwitsers atlete
- 31 - Willem Jeths, Nederlands componist
- 31 - David Maasbach, Nederlands prediker en evangelist

### september

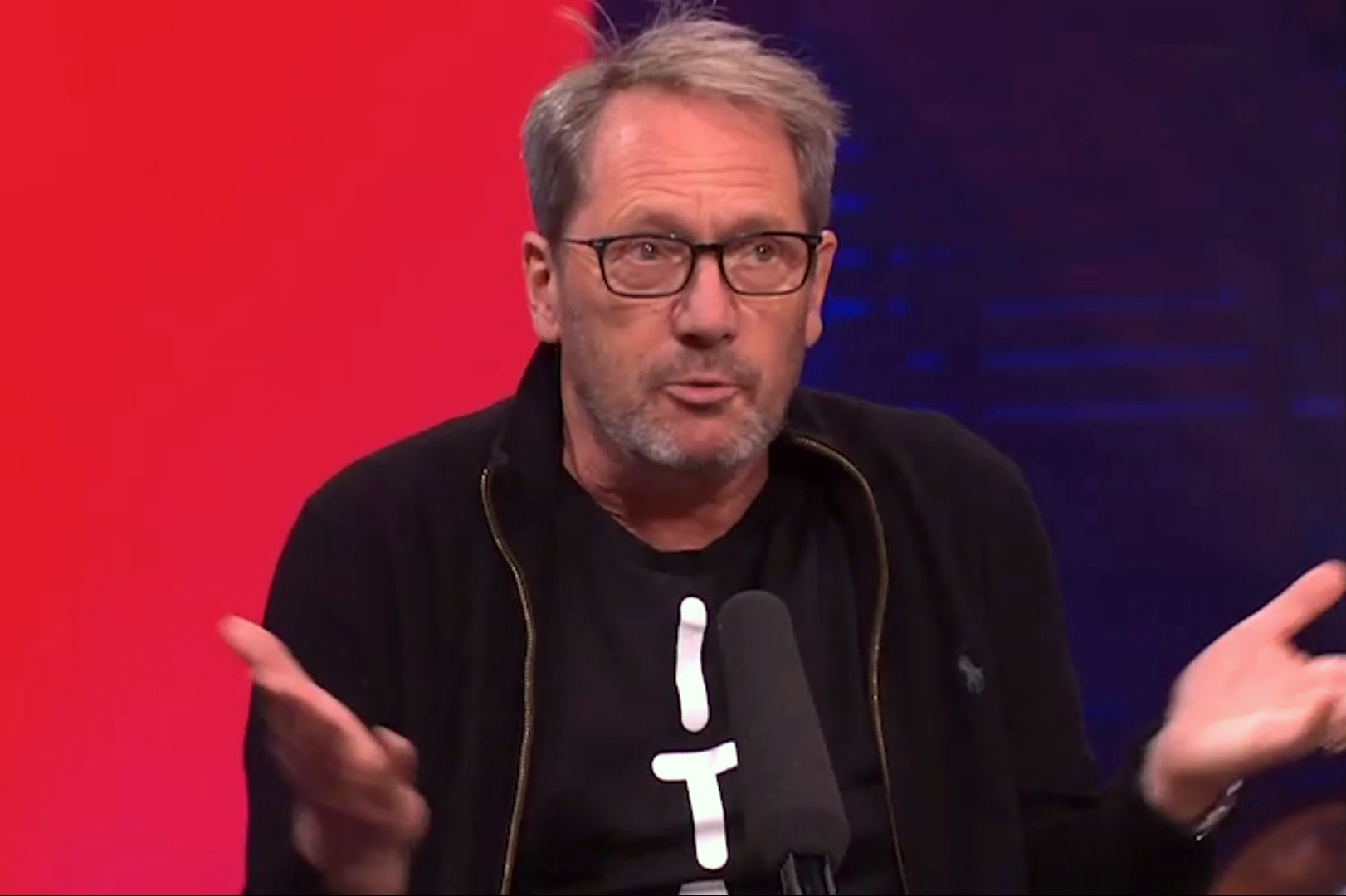
Gijs Scholten van Aschat,
geboren op 16 september

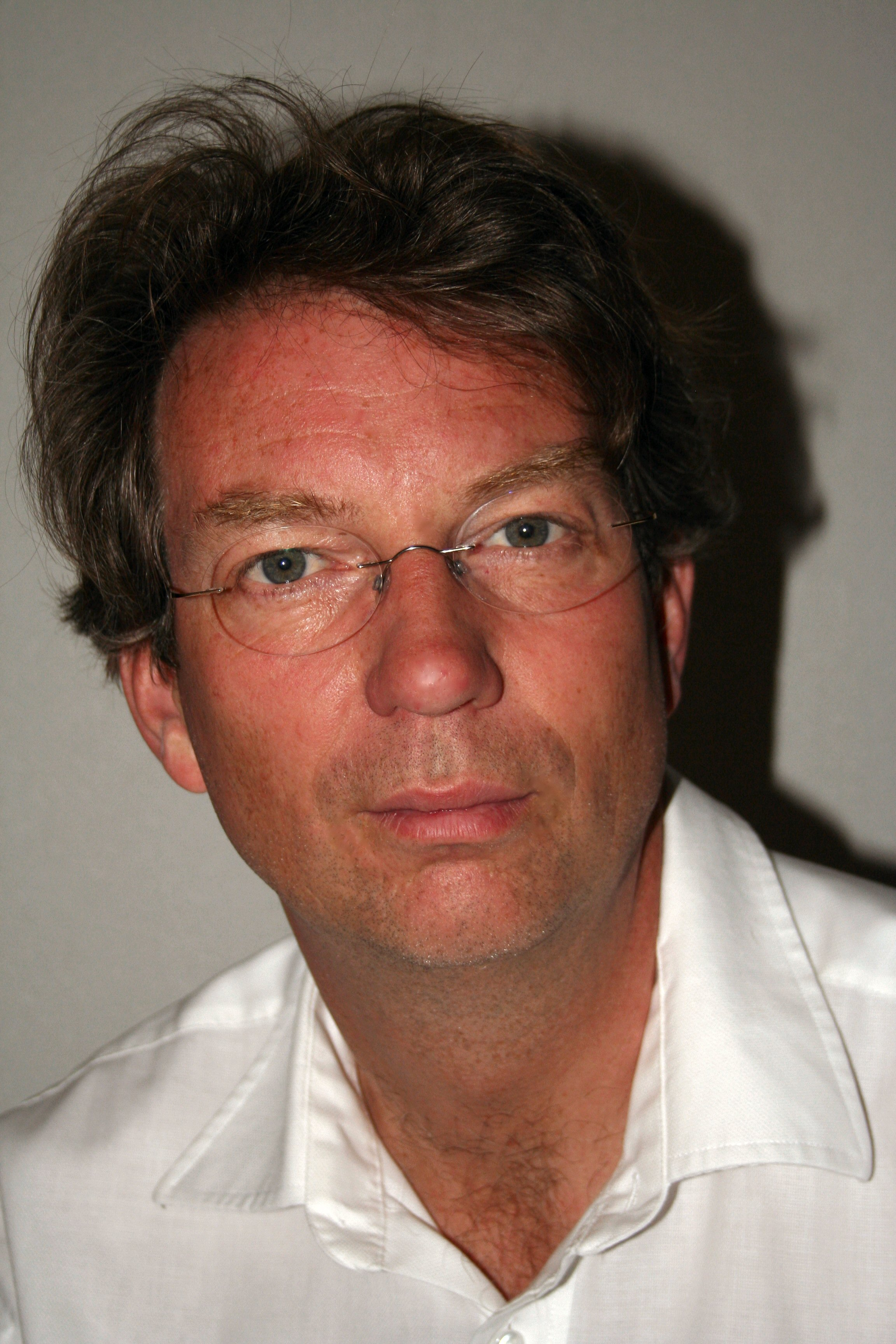
Arend Jan Boekestijn,
geboren op 27 september

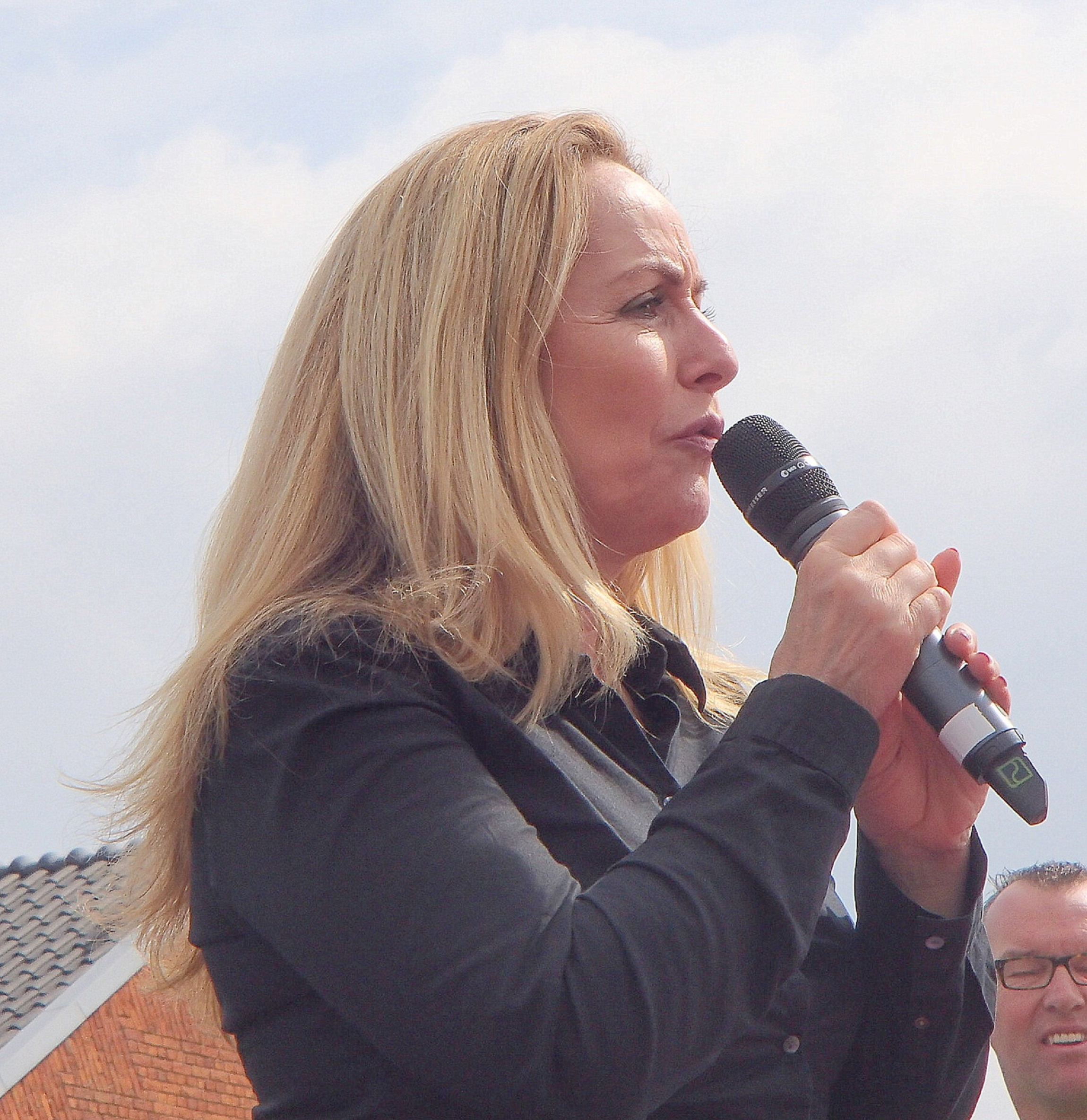
Angela Groothuizen,
geboren op 28 september

- 1 - Rik van den Boog, Nederlands sportbestuurder (Ajax)
- 1 - Chris Verbeeck, Belgisch atleet
- 2 - Esther Oosterbeek, Nederlands visagiste en zangeres Dolly Dots
- 4 - Fernando Álvez, Uruguayaans voetballer
- 4 - Eduardo Lara, Colombiaans voetbalcoach
- 5 - André Phillips, Amerikaans atleet
- 5 - Henk te Velde, Nederlands historicus
- 7 - Drew Weissman, Amerikaans arts en hoogleraar
- 7 - Katinka Wiltenburg, Nederlands triatlete
- 9 - René ten Bos, Nederlands filosoof en organisatiedeskundige
- 11 - Bert Anciaux, Vlaams politicus
- 12 - Scott Brown, Amerikaans republikeins politicus
- 12 - Sigmar Gabriel, Duits politicus
- 14 - Ashlyn Gere, Amerikaans (porno)actrice
- 14 - François Grin, Zwitsers econoom
- 14 - Morten Harket, Noors zanger
- 14 - Finn Poncin, Nederlands acteur
- 14 - Hans Richter, Oost-Duits voetballer (overleden 2023)
- 15 - Andreas Eschbach, Duits auteur
- 15 - Mark Kirk, Amerikaans Republikeins politicus
- 16 - Gijs Scholten van Aschat, Nederlands acteur
- 16 - Lars Spuybroek, Nederlands architect en publicist
- 18 - Gilles Veissière, Frans voetbalscheidsrechter
- 19 - Marshall Jefferson, Amerikaanse houseproducer
- 20 - Danny Devos, Belgisch kunstenaar
- 20 - José Milton Melgar, Boliviaans voetballer en politicus
- 20 - Lesley Thompson, Canadees stuurvrouw bij het roeien
- 20 - Kaat Tilley, Belgisch modeontwerpster (overleden 2012)
- 21 - Khaira Arby, Malinees zangeres (overleden 2018)
- 21 - Andrzej Buncol, Pools voetballer
- 21 - Shula Rijxman, Nederlands omroepbestuurder
- 22 - David Allen Bawden, Amerikaan die in 1990 gekozen is als tegenpaus Michael I (overleden 2022)
- 22 - Saul Perlmutter, Amerikaans astrofysicus en Nobelprijswinnaar
- 23 - Mijke de Jong, Nederlands regisseuse en scenarioschrijfster
- 23 - Elizabeth Peña, Amerikaans actrice (overleden 2014)
- 24 - Els Vader, Nederlands atlete (overleden 2021)
- 25 - Eduardo Acevedo, Uruguayaans voetballer en voetbaltrainer
- 26 - Ilja Kormiltsev, Russisch dichter, vertaler en uitgever (overleden 2007)
- 27 - Arend Jan Boekestijn, Nederlands geschiedkundige en politicus
- 27 - Lies Schilp, Nederlands zangeres
- 28 - Joost Adema, Nederlands roeier
- 28 - Roland Beck, Liechtensteins voetbalscheidsrechter
- 28 - Ron Fellows, Canadees autocoureur
- 28 - Angela Groothuizen, Nederlands presentatrice en zangeres van de Dolly Dots
- 28 - Rein Jansma, Nederlands architect (overleden 2023)
- 29 - Carlos Cardús, Spaans motorcoureur
- 29 - Jon Fosse, Noors schrijver en Nobelprijswinnaar
- 29 - Raymond Thiry, Nederlands acteur
- 30 - Evert Bleuming, Nederlands voetballer
- 30 - Paul De Roo, Belgisch atleet
- 30 - Elsemieke Havenga, Nederlands televisiepresentatrice en hockeyster

### oktober

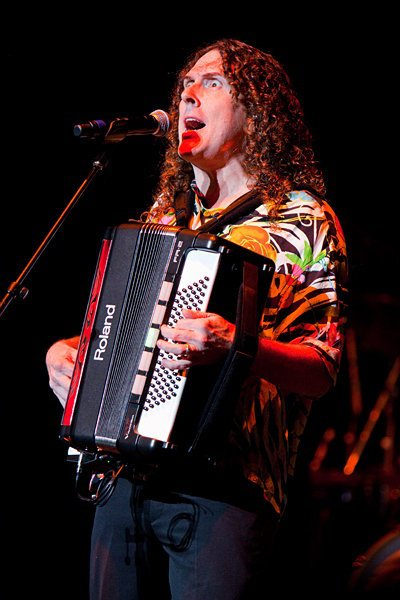
"Weird Al" Yankovic,
geboren op 21 oktober

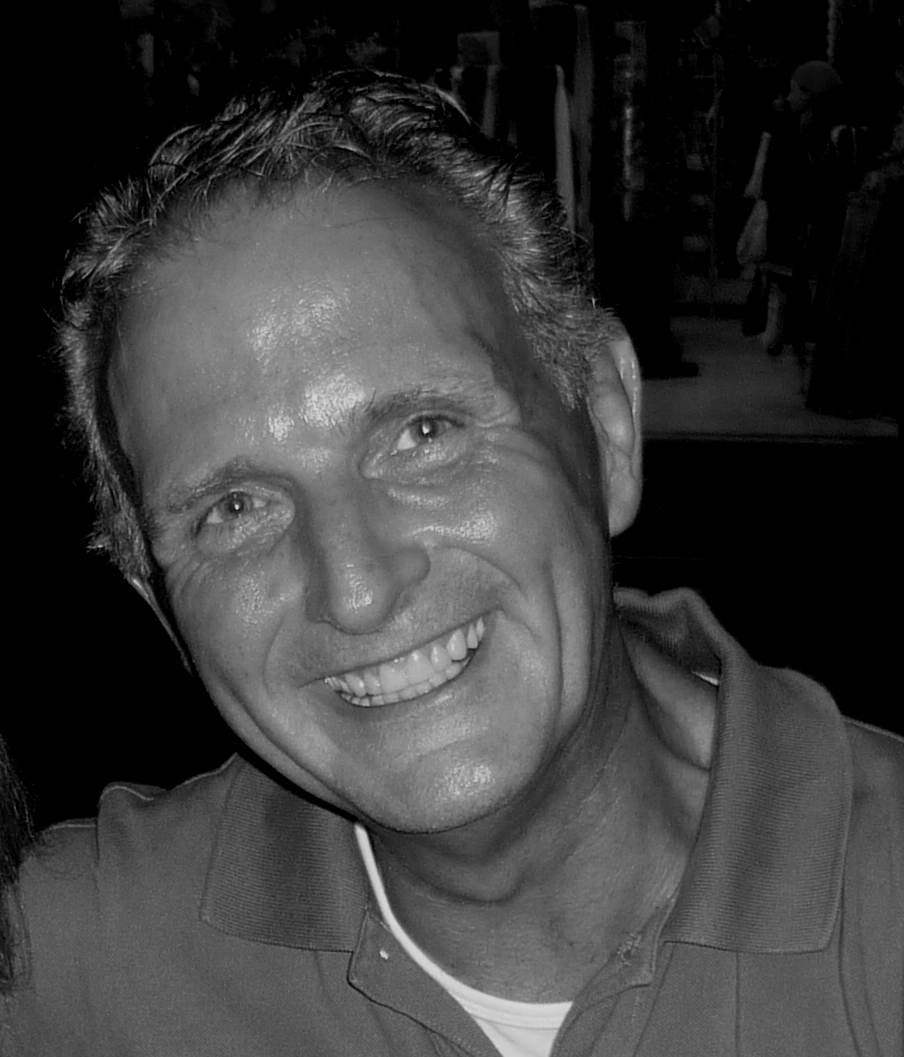
Emile Hartkamp,
geboren op 31 oktober

- 1 - Theo Bovens, Nederlands politicus
- 1 - Youssou N'Dour, Senegalees zanger
- 2 - Lode Aerts, Belgisch r.k. geestelijke; sinds december 2016 bisschop van Brugge
- 2 - Luis Fernández, Frans voetballer en voetbalcoach
- 3 - Luis Mosquera, Chileens voetballer
- 3 - Greg Proops, Amerikaans acteur en komiek
- 3 - Jack Wagner, Amerikaans acteur
- 4 - Marcolino Franco, Curaçaos politicus (overleden 2024)
- 4 - Chris Lowe, Brits muzikant (Pet Shop Boys)
- 4 - Laus Steenbeeke, Nederlands acteur
- 5 - Kelly Joe Phelps, Amerikaans singer-songwriter (overleden 2022)
- 7 - Steven Erikson (pseudoniem van Steve Rune Lundin), Canadees archeoloog, antropoloog en auteur
- 7 - Lourdes Flores, Peruviaans politicus
- 7 - Loris Reggiani, Italiaans motorcoureur
- 8 - Tommy Armour III, Amerikaans golfer
- 8 - Nick Bakay, Amerikaans (stem)acteur en cabaretier
- 8 - Claudy Michely, Luxemburgs veldrijder (overleden 2023)
- 8 - Hubertus Schmidt, Duits ruiter
- 9 - Boris Nemtsov, Russisch politicus (overleden 2015)
- 10 - Michael Klein, Roemeens voetballer (overleden 1993)
- 10 - Kirsty MacColl, Brits zangeres en songwriter (overleden 2000)
- 11 - Rick Engelkes, Nederlands acteur
- 11 - Paul Haghedooren, Belgisch wielrenner (overleden 1997)
- 11 - Michiel Schapers, Nederlands tennisser en tennisbondscoach
- 12 - Paul Goddard, Engels voetballer
- 13 - Massimo Bonini, San Marinees voetballer en voetbalcoach
- 14 - Lieke Sievers, Nederlands politica en bestuurder; 2016-2025 burgemeester van Edam-Volendam
- 15 - Sarah Ferguson, hertogin van York, ex-echtgenote van de Britse prins Andrew
- 15 - Andy Holmes, Brits roeier (overleden 2010)
- 16 - Pamela C. Rasmussen, Amerikaans ornitholoog
- 17 - Threes Anna, Nederlands romanschrijfster, theater- en filmmaakster
- 18 - Ernesto Canto, Mexicaans snelwandelaar (overleden 2020)
- 18 - Kirby Chambliss, Amerikaans piloot
- 18 - Mauricio Funes, Salvadoraans politicus (overleden 2025)
- 19 - Marike van Lier Lels, Nederlands zakenvrouw
- 19 - Irina Podjalovskaja, Russisch atlete (overleden 2024)
- 21 - Martin Bril, Nederlands columnist, schrijver en dichter (overleden 2009)
- 21 - Sérgio da Rocha, Braziliaans bisschop
- 21 - Kevin Sheedy, Iers voetballer
- 21 - Ken Watanabe, Japans acteur
- 21 - "Weird Al" Yankovic, Amerikaans muzikant
- 23 - Sam Raimi, Amerikaans filmregisseur
- 26 - Evo Morales, Boliviaans politicus (president 2006-2019)
- 26 - Marja Pruis, Nederlands schrijfster
- 27 - Víctor Luna, Colombiaans voetballer en voetbaltrainer (overleden 2024)
- 28 - Mak Hing Tak, Hongkongs autocoureur
- 28 - Peter Pacult, Oostenrijks voetballer en voetbaltrainer
- 29 - Tamar Baruch, Nederlands actrice
- 29 - John Magufuli, president van Tanzania (overleden 2021)
- 30 - Marcel Boekhoorn, Nederlands ondernemer en investeerder
- 30 - Glenn Hysén, Zweeds voetballer
- 30 - Anne Michel, Belgisch atlete (overleden 2023)
- 31 - Yves Desmet, Vlaams journalist
- 31 - Emile Hartkamp, Nederlands muziekproducent, componist, tekstschrijver, zanger en presentator

### november

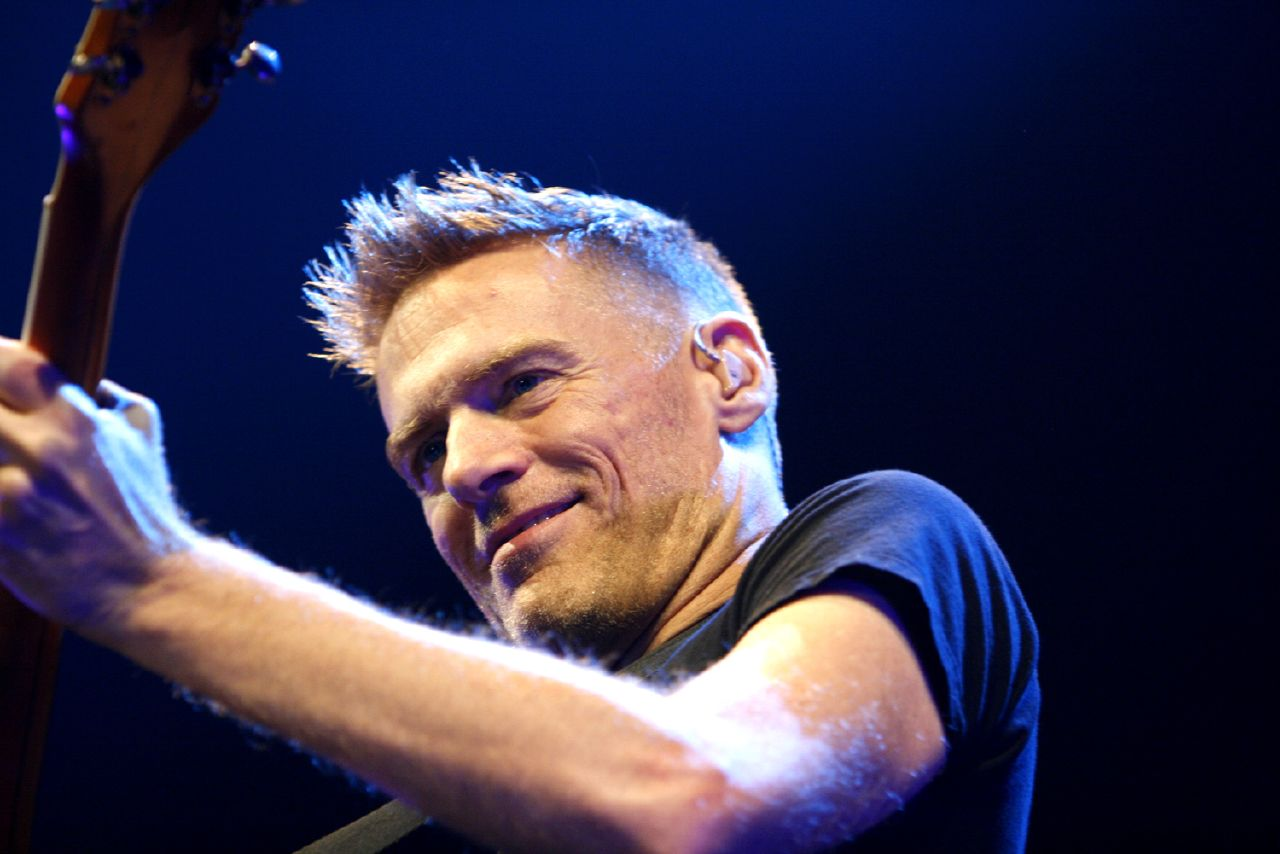
Bryan Adams,
geboren op 5 november

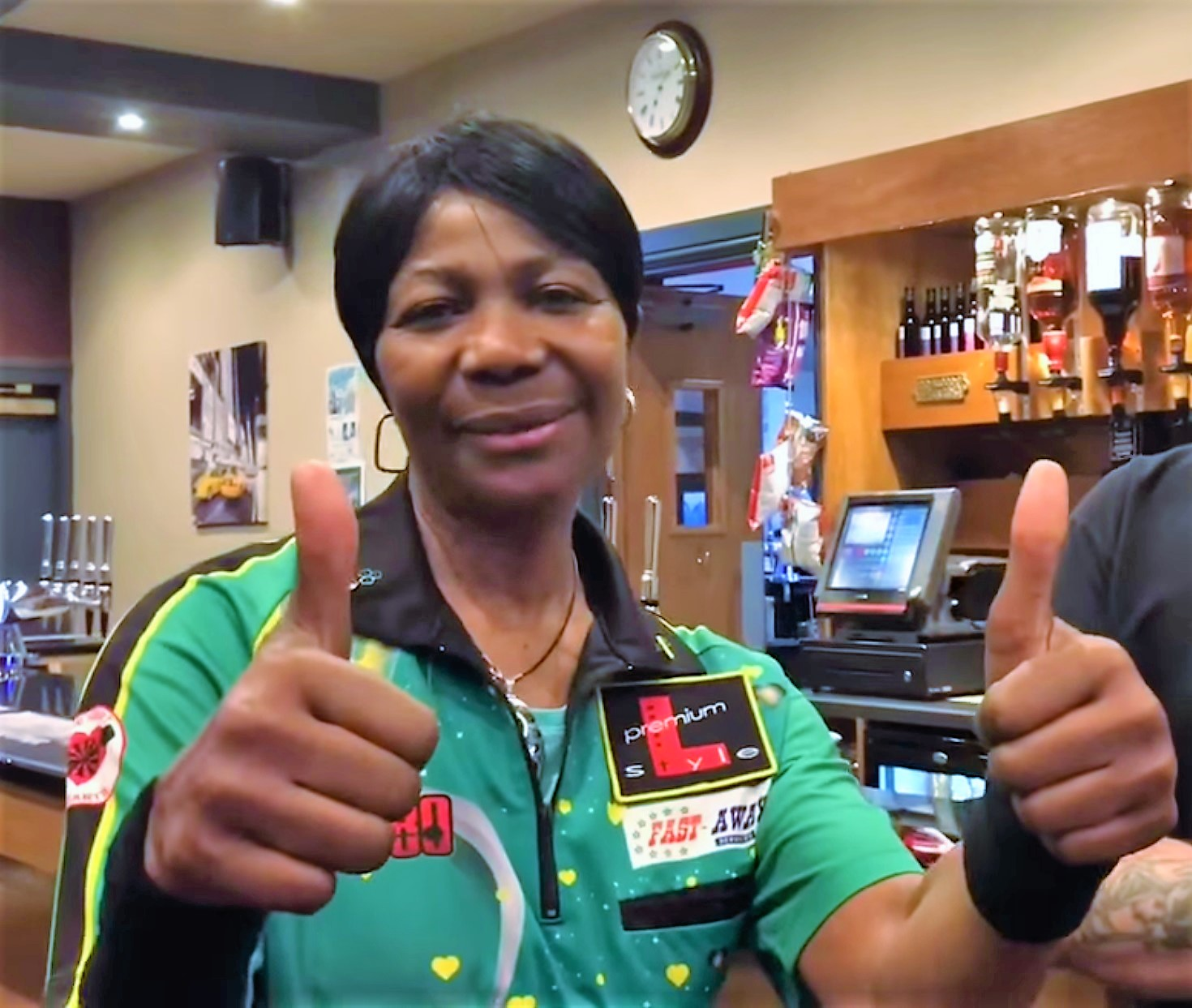
Deta Hedman,
geboren op 14 november

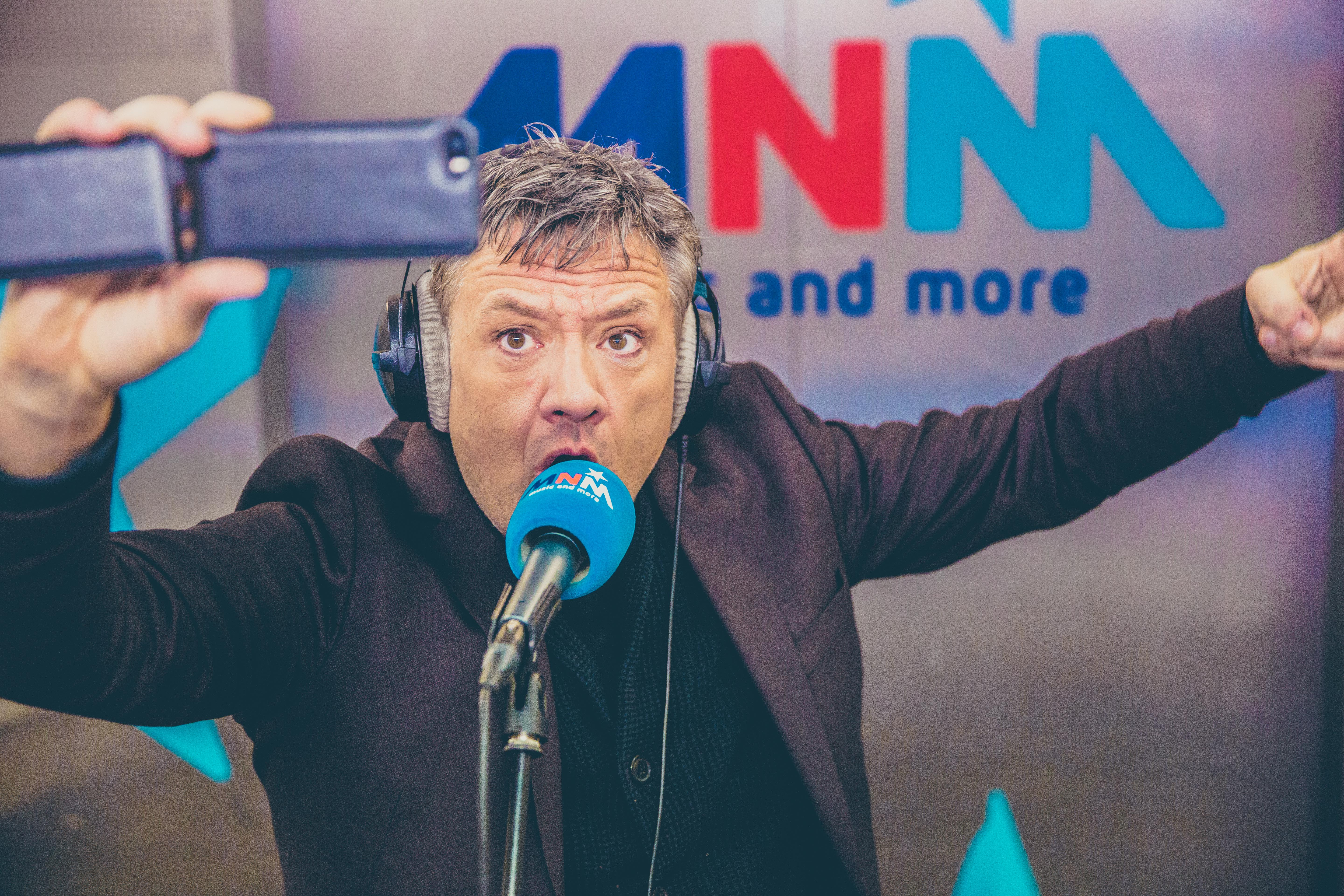
Bart Peeters,
geboren op 30 november

- 2 - Saïd Aouita, Marokkaans atleet
- 3 - Dolph Lundgren, Zweeds acteur
- 3 - Maurice Nio, Nederlands architect en schrijver (overleden 2023)
- 4 - Arthur van Amerongen, Nederlands schrijver, journalist en publicist
- 5 - Bryan Adams, Canadees muzikant
- 6 - Erik Seidel, Amerikaans pokerspeler
- 7 - Alexandre Guimarães, Braziliaans-Costa Ricaans voetballer en voetbaltrainer
- 8 - Alan Curbishley, Engels voetballer en voetbaltrainer
- 8 - Ferdinand Grapperhaus, Nederlands politicus
- 9 - Jens Christian Grøndahl, Deens schrijver
- 9 - Guy Parmelin, Zwitsers politicus
- 9 - Gregory Rusland, Surinaams politicus
- 9 - Tony Slattery, Brits acteur en komiek (overleden 2025)
- 10 - Andrzej Iwan, Pools voetballer (overleden 2022)
- 10 - Ronald Kreer, Oost-Duits voetballer
- 10 - Michel Plessix, Frans striptekenaar (overleden 2017)
- 12 - José Damen, Nederlands zwemster
- 12 - Patrick Meersschaert, Belgisch mountainbiker
- 12 - Gerard Renkema, Nederlands politicus
- 13 - Caroline Goodall, Engels actrice
- 14 - Deta Hedman, Jamaicaans-Engels dartspeelster
- 14 - Chris Woods, Engels voetballer
- 14 - Bryan Stevenson, Amerikaans mensenrechtenactivist en hoogleraar in rechten
- 15 - Jhim van Bemmel, Nederlands politicus en ondernemer
- 16 - Bert Cameron, Jamaicaans atleet
- 19 - Allison Janney, Amerikaans actrice
- 20 - Joep Sertons, Nederlands acteur
- 20 - Franz-Peter Tebartz-van Elst, Duits bisschop
- 22 - Fabio Parra, Colombiaans wielrenner
- 22 - Oleg Vasiljev, Russisch kunstschaatser
- 23 - Dominique Dunne, Amerikaans actrice (overleden 1982)
- 27 - Viktoria Mullova, Russisch violiste
- 28 - Siegfried Cruden, Surinaams atleet
- 28 - Metta Gramberg, Nederlands actrice
- 28 - Judd Nelson, Amerikaans acteur
- 28 - Stephen Roche, Iers wielrenner
- 30 - Sylvia Hanika, Duits tennisster
- 30 - Bart Peeters, Belgisch zanger, drummer en presentator

### december

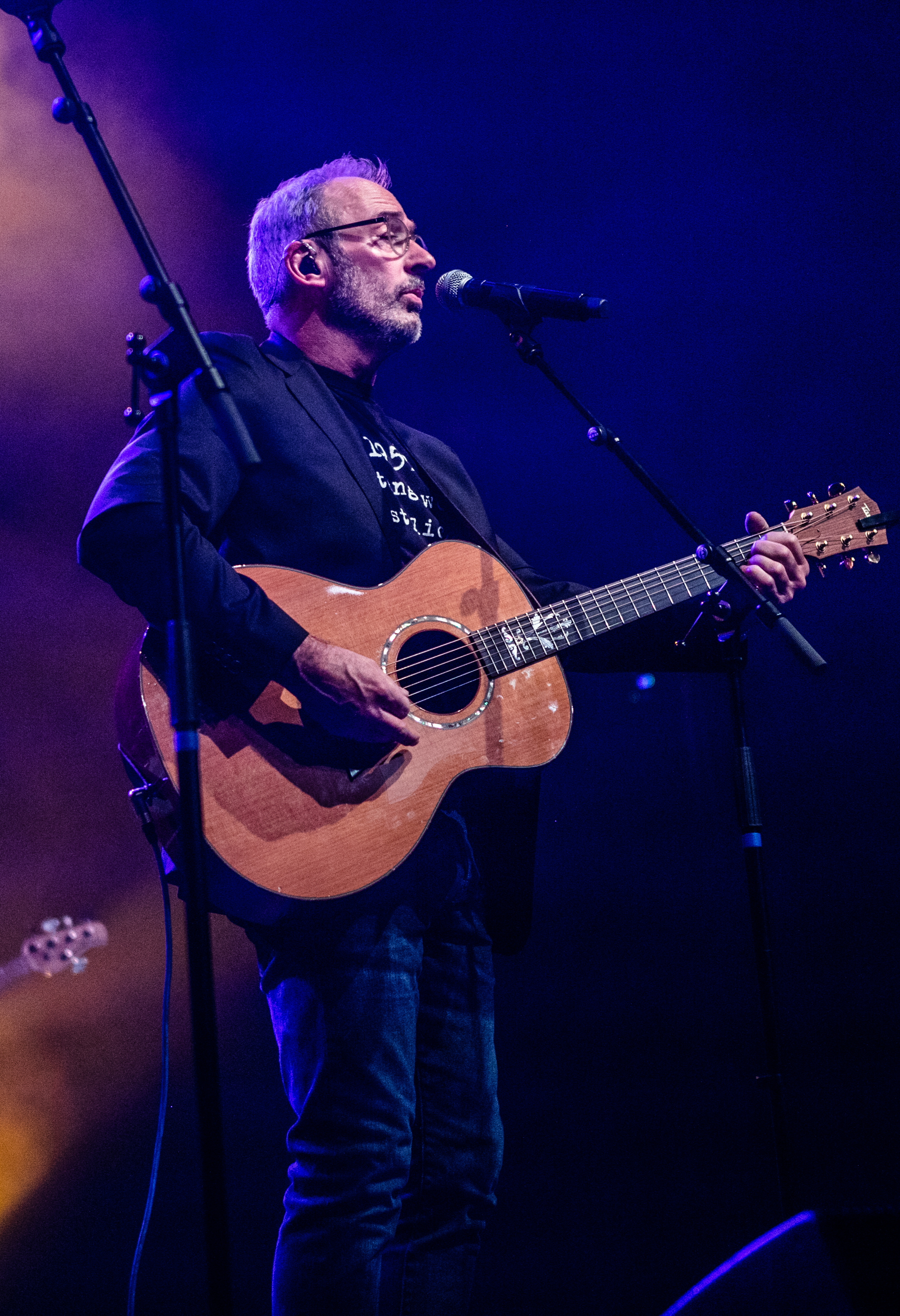
Nol Havens,
geboren op 3 december

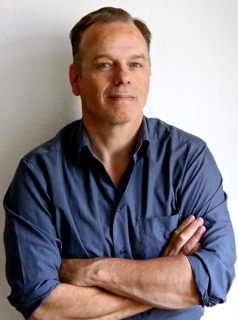
Wierd Duk,
geboren op 22 december

- 1 - Oscar Swartz, Zweeds entrepreneur, schrijver en blogger
- 3 - Nol Havens, Nederlands zanger
- 4 - Christa Rothenburger, Duits schaatsster en wielrenster
- 5 - Elizabeth Anderson, Amerikaans filosofe
- 5 - Errol Esajas, Surinaams atleet en Nederlands atletiekcoach
- 6 - Satoru Iwata, Japans president van Nintendo
- 8 - Gabriel Gómez, Colombiaans voetballer
- 10 - Mark Aguirre, Amerikaans basketballer
- 10 - Ruud van Megen, Nederlands scenario- en toneelschrijver
- 12 - Toon Hagen, Nederlands organist en componist
- 14 - Ernst Kuipers, Nederlands hoogleraar, universiteitsbestuurder en politicus
- 14 - Hubert Meunier, Luxemburgs voetballer
- 15 - Hugh Russell, Noord-Iers bokser (overleden 2023)
- 15 - Rudi Vranckx, Vlaams journalist
- 16 - Michel Follet, Vlaams radio- en televisiepresentator
- 16 - Marina de Graaf, Nederlands actrice
- 19 - Edward Metgod, Nederlands keeperstrainer en voetbaldoelman
- 20 - Scott Goodyear, Canadees autocoureur
- 20 - Ron Hulst, Nederlands scheikundige en hoogleraar
- 20 - Takeyuki Nakayama, Japans atleet
- 20 - Françoise Van Poelvoorde, Belgisch atlete
- 21 - Florence Griffith-Joyner, Amerikaans atlete (overleden 1998)
- 21 - Kay Worthington, Canadees roeister
- 22 - Wierd Duk, Nederlands auteur en historicus
- 22 - Hans Kraay jr., Nederlands voetballer, voetbalanalist en televisiepresentator
- 22 - Bernd Schuster, Duits voetballer en voetbalcoach
- 23 - Luis Fernando Suárez, Colombiaans voetballer en voetbalcoach
- 24 - Anneke Blok, Nederlands actrice
- 24 - Keith Deller, Engels darter
- 24 - Harrie van Heumen, Nederlands ijshockeyer
- 25 - Ton Lokhoff, Nederlands voetballer en voetbalcoach
- 25 - Tom Wilequet, Vlaams vormgever en webdesigner
- 26 - Masaru Kobayashi, Japans motorcoureur
- 26 - Wolfgang Rolff, Duits voetballer en voetbaltrainer
- 28 - Tomas Gustafson, Zweeds schaatser
- 29 - Jan Scheepstra, Nederlands ondernemer en LHBTQ- rechtenactivist (overleden 2018)
- 30 - Tracey Ullman, Brits actrice en zangeres
- 31 - Val Kilmer, Amerikaans acteur (overleden 2025)

### datum onbekend

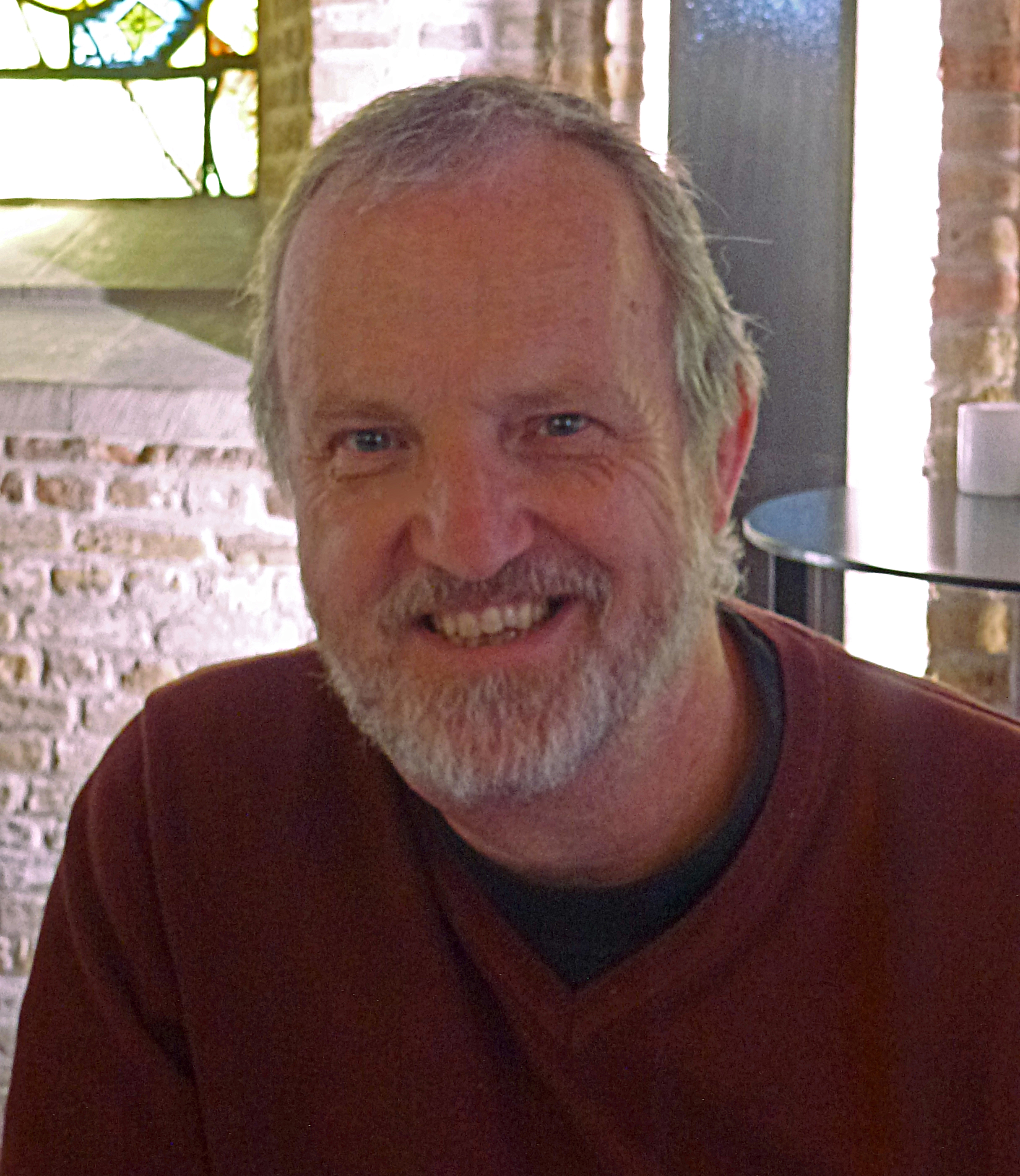
Ger Apeldoorn,
datum onbekend

- Ger Apeldoorn, Nederlands acteur en (scenario)schrijver
- Caroline Bos, Nederlands architecte
- Reinout Bussemaker, Nederlands acteur
- Mohamed Camara, Guinees acteur en regisseur
- Jean Drèze, Belgisch-Indiaas econoom
- Jan Eilander, Nederlands programmamaker, regisseur en producent
- Berthold Gunster, Nederlands schrijver
- Dorine Hermans, Nederlands schrijfster
- Rokus Hofstede, Nederlands essayist en vertaler
- Arno Kranenborg, Nederlands cineast
- Jolein Laarman, Nederlands scenariste en filmproducente
- Johannes Leertouwer, Nederlands violist en dirigent
- Clara Linders, Nederlands (tekst)schrijfster
- Gonny van der Maten, Nederlands organiste, dirigente en muziekpedagoge
- Michael Mel, Papoea-Nieuw-Guinees kunstwetenschapper, filosoof, musicus en toneelschrijver
- Roberto Meyer, Nederlands architect
- Frank Noë, Nederlands schrijver
- Malick Pathé Sow, Malinees musicus
- Pollo de Pimentel, Nederlands televisieregisseur
- Arne Sierens, Vlaams theatermaker en schrijver
- Katlijne Van der Stighelen, Belgisch kunsthistorica
- René van Stipriaan, Nederlands literatuurhistoricus
- George Telek, Papoea-Nieuw-Guinees zanger
- Rudy Vanschoonbeek, Vlaams uitgever
- Sandro Veronesi, Italiaans schrijver en journalist
- Fred de Vries, Nederlands journalist en schrijver
- Eric Wetzels, Nederlands ondernemer en politiek bestuurder
- Lotje IJzermans, Nederlands radioprogrammamaakster en -presentatrice

## Weerextremen in België
- 28 februari: Temperatuur tot 18,7 °C in Ukkel.
- februari: Februari met laagst aantal neerslagdagen: 4 (normaal 16).
- februari: Februari met laagste gemiddelde windsnelheid: 2,6 m/s (normaal 4 m/s).
- februari: Februari met hoogste luchtdruk: 1032,4 hPa (normaal 1016,8 hPa).
- 9 juli: Temperatuurmaxima van 33,3 °C in Rochefort en 35,7 °C in Eeklo.
- 31 juli: 82 mm neerslag in Koersel (Beringen) en 98 mm in Botrange (Waimes).
- 20 september: In Ukkel geen druppel regen gedurende 30 dagen, tussen 22 augustus en 20 september.
- september: September met hoogste zonneschijnduur: 309 uur (normaal 175 uur).
- september: September met laagst aantal neerslagdagen: 2 (normaal 15).
- september: September met laagste relatieve vochtigheid: 68% (normaal 82,3%).
- 1 oktober: Temperatuur tot 26,9 °C in Koksijde.
- 2 oktober: Temperatuur tot 23,5 °C in Stavelot en 25,7 °C in Koksijde.
- 7 oktober: Temperatuur tot 24,4 °C in Oostende.
- herfst: Herfst met hoogste zonneschijnduur: 528,8 (normaal 378,2 u).
- Jaarrecord: Zonnigste jaar van de eeuw, met 2121 uur zonneschijn in Ukkel (normaal: 1554 uur). De andere zonnigste jaren zijn, in volgorde, de jaren 1949, 1947, 1921 en 1976.
- december: December met laagste luchtdruk: 1004,4 hPa (normaal 1015,2 hPa).

Bron: KMI Gegevens Ukkel 1901-2003 met aanvullingen